# Église Saint-Jean-Baptiste de Chaource
L'église Saint-Jean-Baptiste est une église de rite catholique romain, de style gothique, située place de l'Église à Chaource, en France. L'édifice est classé au titre des monuments historiques par la liste de 1840.

## Localisation
L'église est située sur la commune de Chaource, dans le département français de l'Aube.

## Historique
C'est l'abbaye Saint-Pierre de Montiéramey, propriétaire de la cité de Chaource depuis 880, qui finança la construction de cet édifice dès la fin du XIIe siècle, sous le règne du comte Thibaut IV de Champagne. Comme le veut la coutume, elle finance le chœur qui sera achevé dès le XIIIe siècle, les paroissiens ayant la charge de construire les chapelles et les autres parties de l'édifice qui ne verront le jour qu'au XVIe siècle, à la suite de l'épidémie de peste noire et de la guerre de Cent Ans.
Elle fut consacrée en 1304, par Bertrand de Goth, évêque de Langres, diocèse auquel elle était rattachée. Elle était à cette époque sous le vocable de sainte Marguerite et changea pour saint Jean-Baptiste lors de la consécration.

## Description

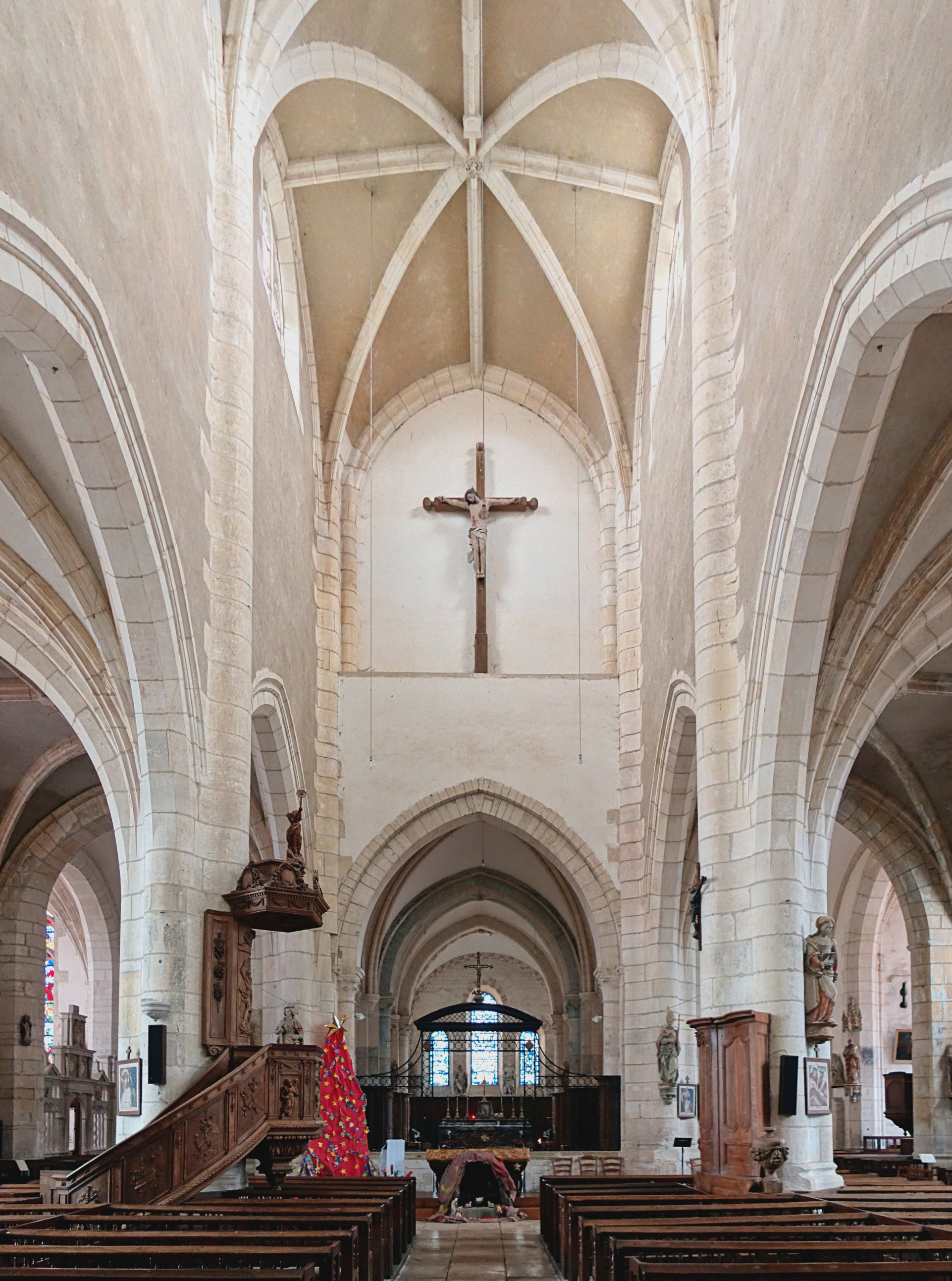
La nef de l'église.

C'est une église gothique orientée, (entrée à l'ouest, abside à l'est) de plan à croix latine. Elle conserve une soixantaine de sculptures médiévales en faisant un véritable musée de la sculpture troyenne.

## Les chapelles du collatéral Nord
Description des chapelles en partant à gauche de l'entrée du portail occidental, sur le bas-côté Nord, en remontant vers le chœur.

### Chapelle Sainte-Barbe
Première chapelle à gauche lorsque l'on pénètre dans l'édifice par le portail occidental. On y remarque de suite près de l'entrée :
- Vierge à l'Enfant ,

Statue en pierre polychrome du XVIe siècle, (Dim ; H : x L : x P :). Elle a un air chagrin, mais l'enfant lui paraît plein de vie. Il est à remarquer une disproportion du corps.
Puis les deux statues en pierre polychrome du XVIe siècle, de l'École de sculpture troyenne, représentant :
- Sainte Barbe :

Représentée debout, tenant dans la main gauche la palme des martyrs, dont le bras repose sur le seuil de la porte d'une tour, finement ouvragée. elle tient sous son bras droit deux livres dont l'un possède un fermoir. Elle est vêtue d'une robe rose, à plis verticaux qui se cassent à la base. Elle porte dessus une cape avec un plastron de couleur verte tombant sur le ventre, qu'elle relève avec grâce de sa main droite, laissant voir la doublure de couleur bleue. Représentée avec une longue chevelure blonde, recouverte d'une bande de tissu blanc enroulée sur le haut de la tête, et retombant sur les côtés et nouée sur la poitrine. Statue en pierre polychrome; (Dim; H: x L: x  P:)

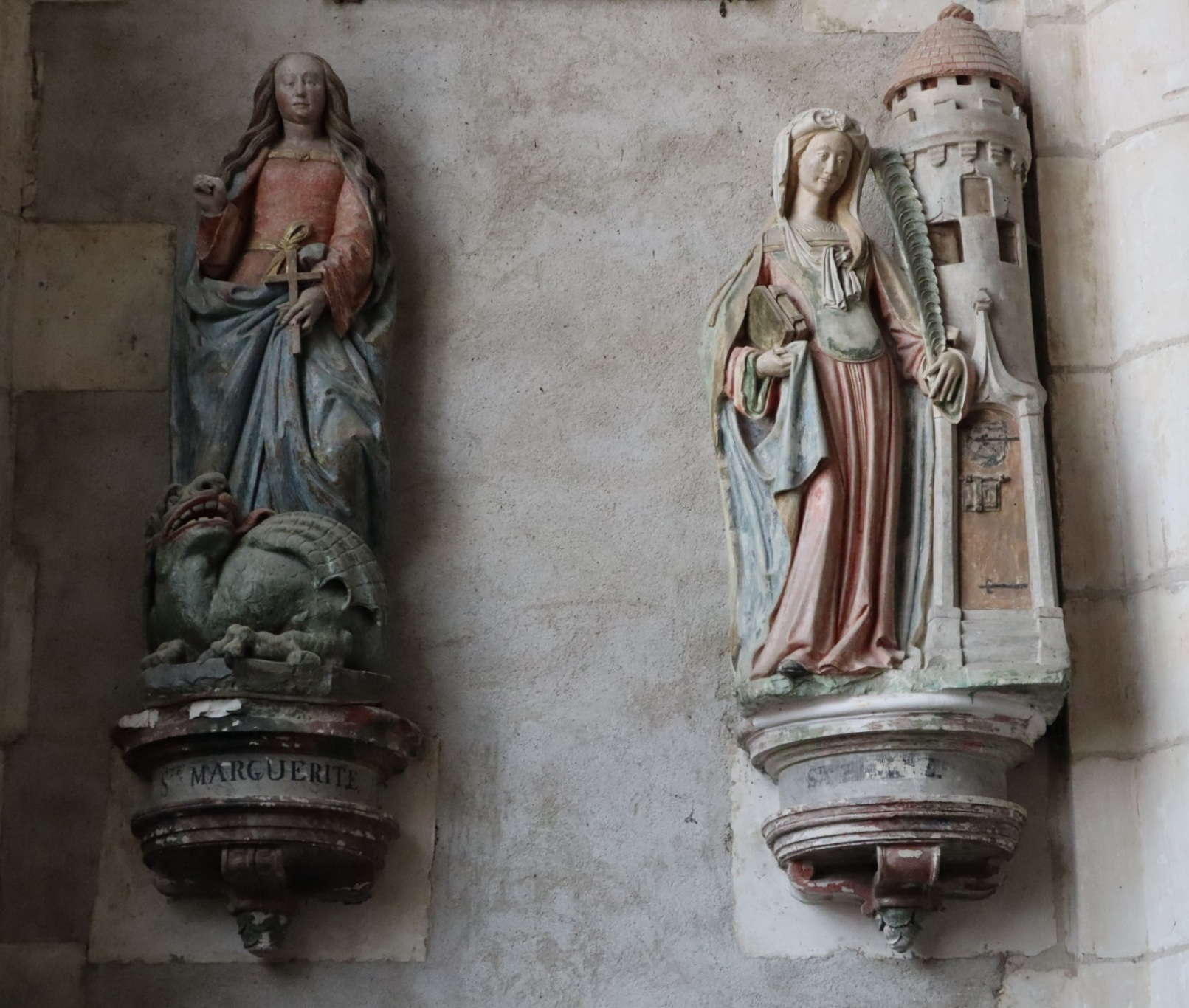
Statues de sainte Marguerite d'Antioche et sainte Barbe.

- Sainte Marguerite :

Représentant quelques similitudes avec la statue précédente, la sainte porte une logue robe rouge avec un galon doré au-dessus de la poitrine et une ceinture de tissu dorée, nouée sur le ventre. Elle est enveloppée d'un manteau cape de tissu bleu à la doublure rouge, qu'elle retient de sa main gauche à hauteur du ventre, tenant également un crucifix, le bras droit plié, la main refermée, apaisant le dragon de couleur verte, couché à ses pieds. Elle est coiffée d'une longue chevelure châtain retombant sur sa cape (Dim; H: x L: x P:)
- La Trinité triptyque en bois peint daté du XVIe siècle représentant La Trinité, Le Père et le Fils étant représenté assis et le Saint-Esprit au centre sous la forme d'une colombe. Sur les panneaux latéraux ouvrants : saint Pierre, saint Jacques le Majeur, saint Nicolas en habit épiscopal avec à ses pieds trois enfants nus dans un cuvieret saint Edme en évêque avec un enfant couché à ses pieds.

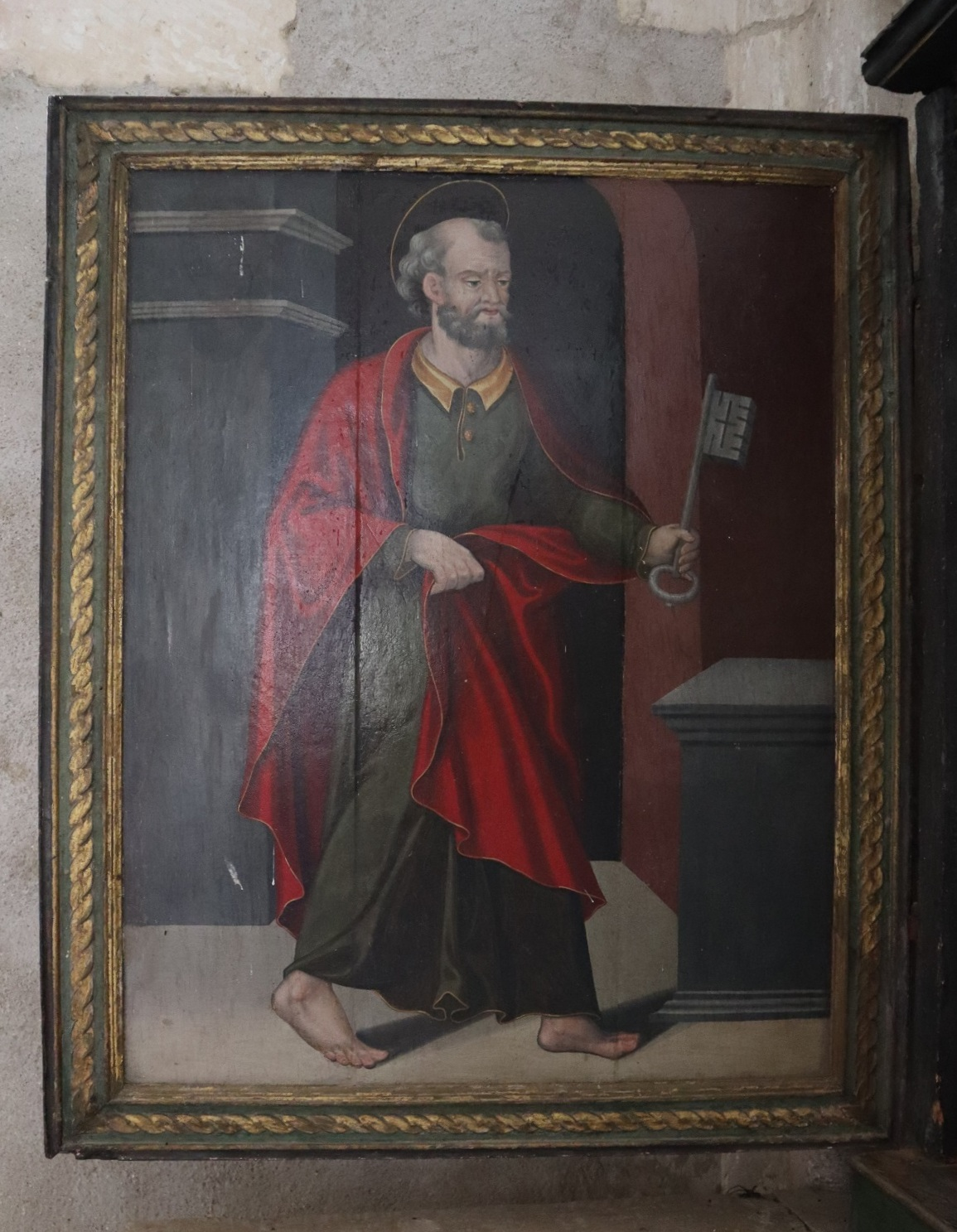
Saint Pierre.
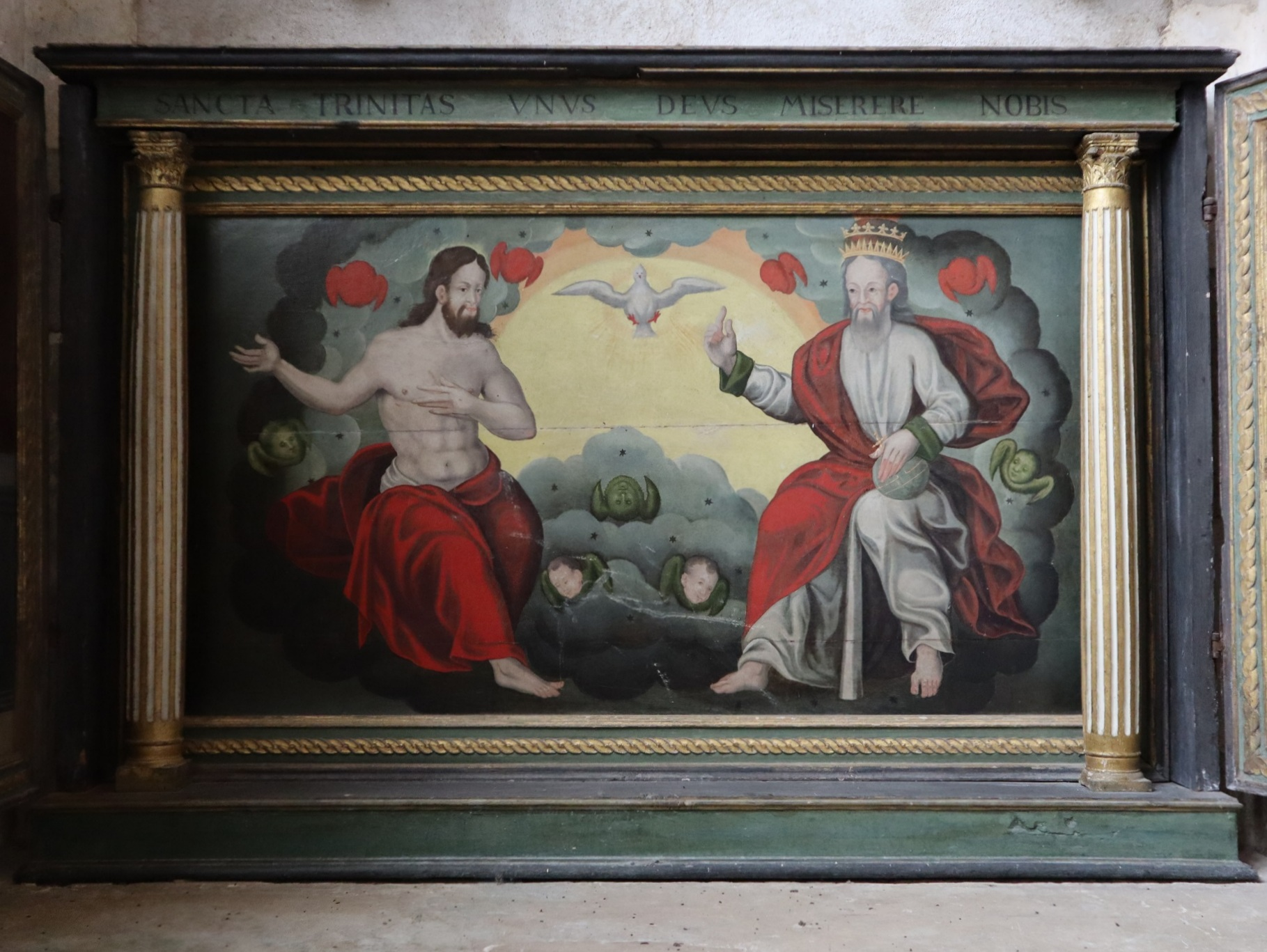
La Sainte Trinité.
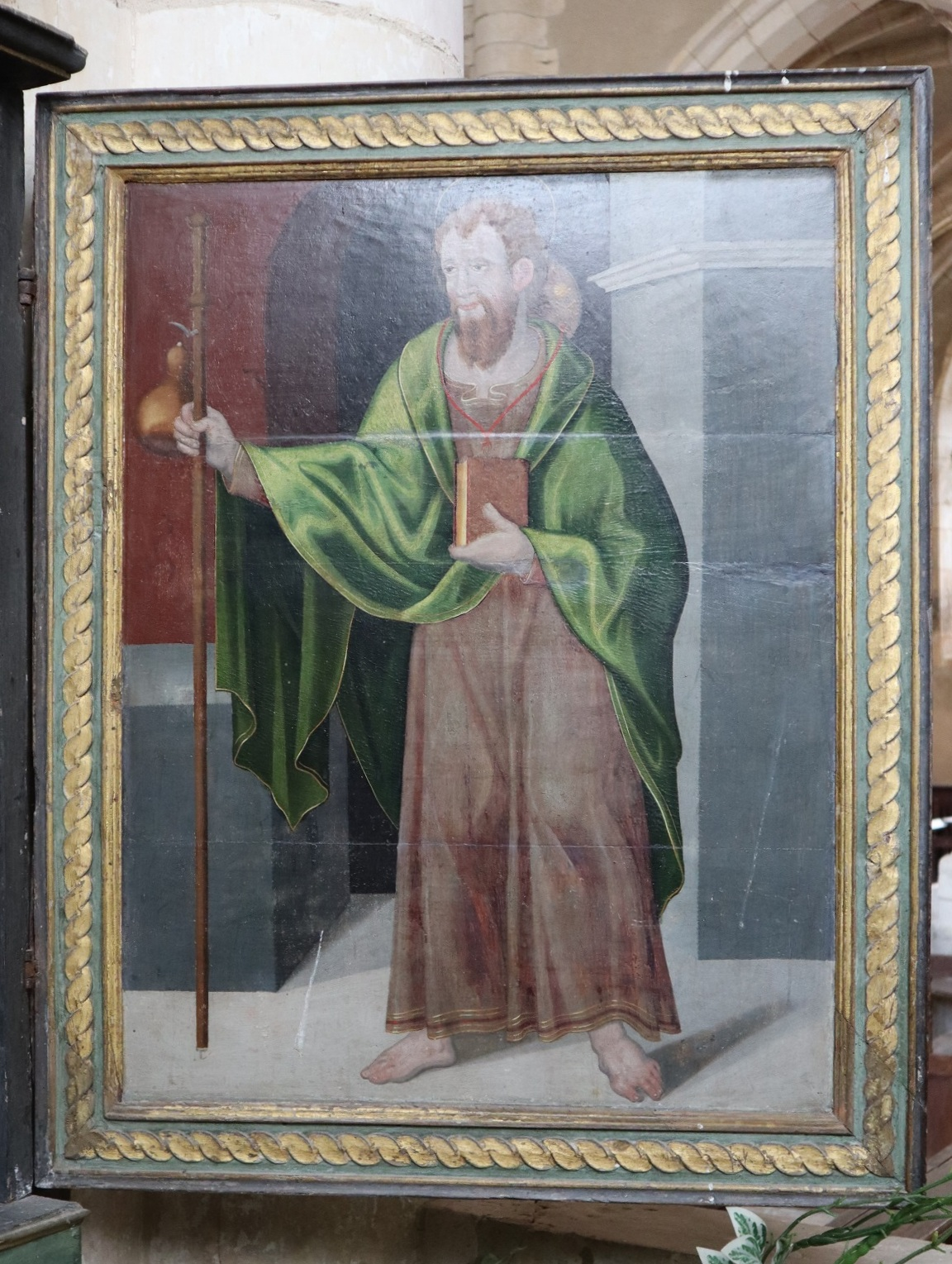
Saint Jacques le Majeur.

- Un tableau de XVIIe siècle représentant saint François de Sales dont on ignore l'auteur (Dim; H: x L:)
- Apparition de la Vierge à saint Robert, huile sur toile du XVIIe siècle, de grandes dimensions (Dim; H: x L:), placé au-dessus de la porte d'entrée de la chapelle est attribué à Jacques de Létin (1597-1661), peintre troyen qui fut un élève de Edme Doué et subit à Rome l'influence de son ami Simon Vouet. Ce tableau est la propriété de la commune des Loges-Margueron qui en a fait dépôt à l'église de Chaource.

### Chapelle Sainte-Catherine ou de l'Annonciation
Chapelle datée de 1534.
- sur un pilier, à l'entrée de la chapelle, statue en pierre avec des traces de polychromie de saint Robert, portant dans ses bras l'abbaye de Molesme et de Cîteaux sa robe de bure a des plis incurvés à l'horizontale, visage joufflu au regard volontaire. (Dim: ; H: x L: x P:) datée du XVIe siècle.

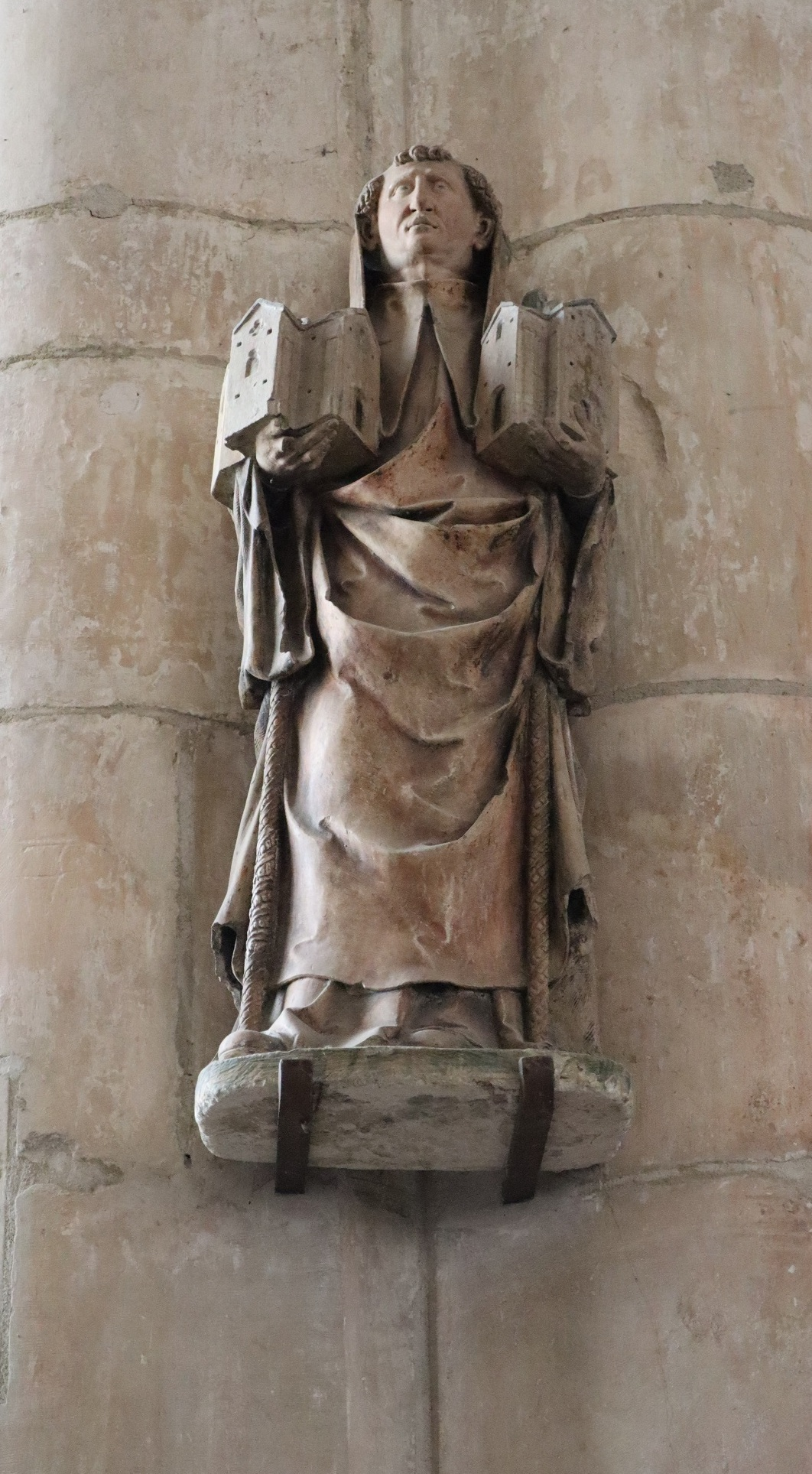
Statue de saint Robert.

- Retable dit de L'Annonciation, daté de la première moitié du XVe siècle d'origine rhénane ou Lorrain selon certains spécialistes. On retrouve des sculptures similaires dans les églises de Morhange et de Vignory. Surmonté d'arcatures de style gothique flamboyant, ce bas-relief présente en sa partie centrale un immense phylactère aux nombreuses circonvolutions portant les salutations mariales. au sommet un vase de lys, tenu par un ange aux ailes déployées. Le Père Céleste envoie de son souffle le Saint-Esprit en direction de la Vierge qui lève sa main droite en sa direction. (Dim. H x L x P).

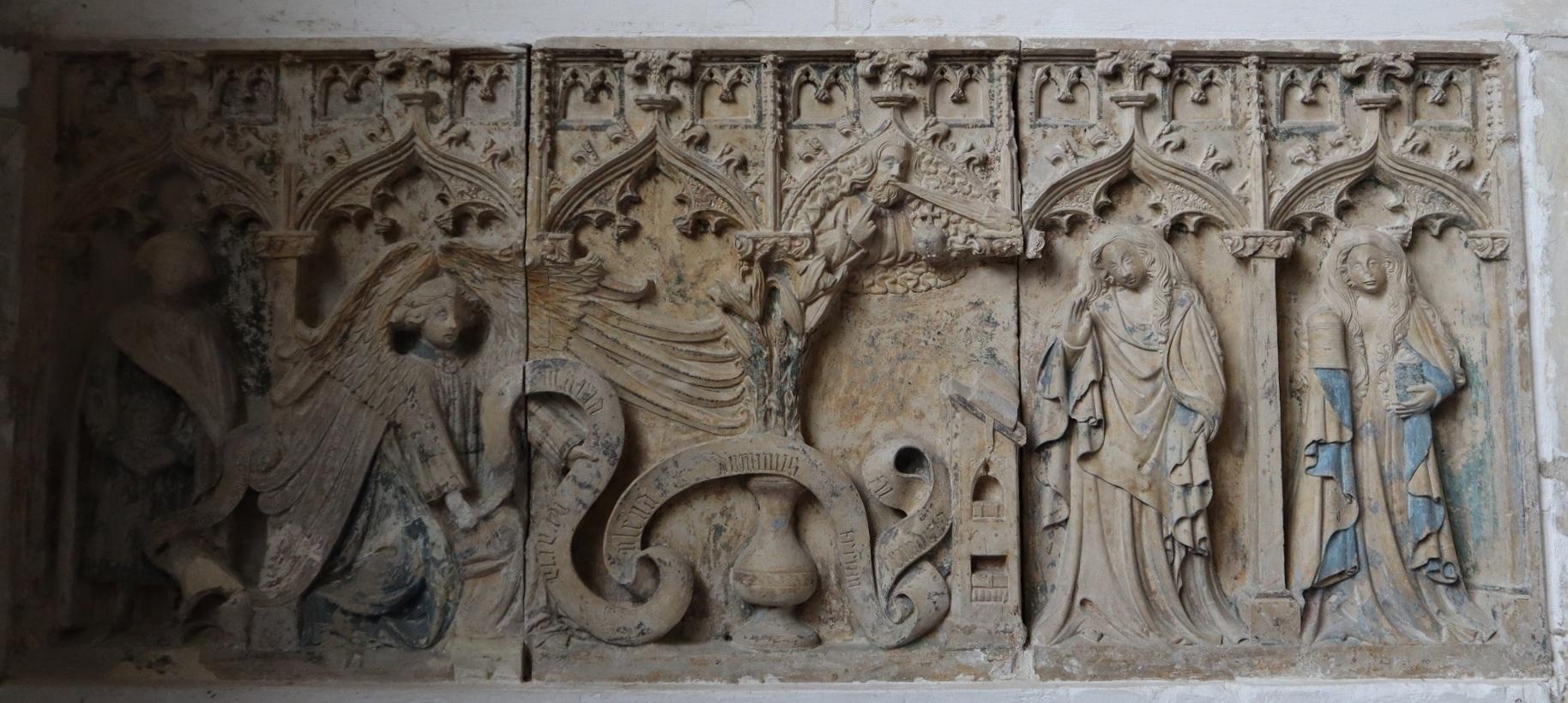
Retable de l'Annonciation.

Au-dessus du retable se trouvent trois statues :
- Saint Mammès, tenant ses entrailles, un lion couché à ses pieds. Il est dans une tenue vestimentaire d'une époque différente de la sienne puisque représenté en tenue d'un bourgeois du XVIe siècle, statue en pierre avec polychromie datée de XVIe siècle, (Dim. H: x L: x P:)
- Sainte Catherine, statue en pierre avec traces de polychromie datée du XVIIe siècle, placée au milieu entre les deux autres. Elle tient ouvert dans sa main droite le Livre et la palme du martyr dans une main gauche qui est absente. Elle porte une robe ceint d'un tissu à la ceinture et une cape manteau et les cheveux recouvert d'un voile. (Dim. H: x L: x P:).
- Saint Étienne, statue en pierre avec polychromie. Le saint est vêtu d'une robe longue et recouvert d'un manteau vert tenant dans sa main droite un livre ouvert et dans l'autre la palme du martyre son visage est joufflu avec des yeux globuleux, une coiffure de moine. Cette œuvre anonyme date du XVIIe siècle.

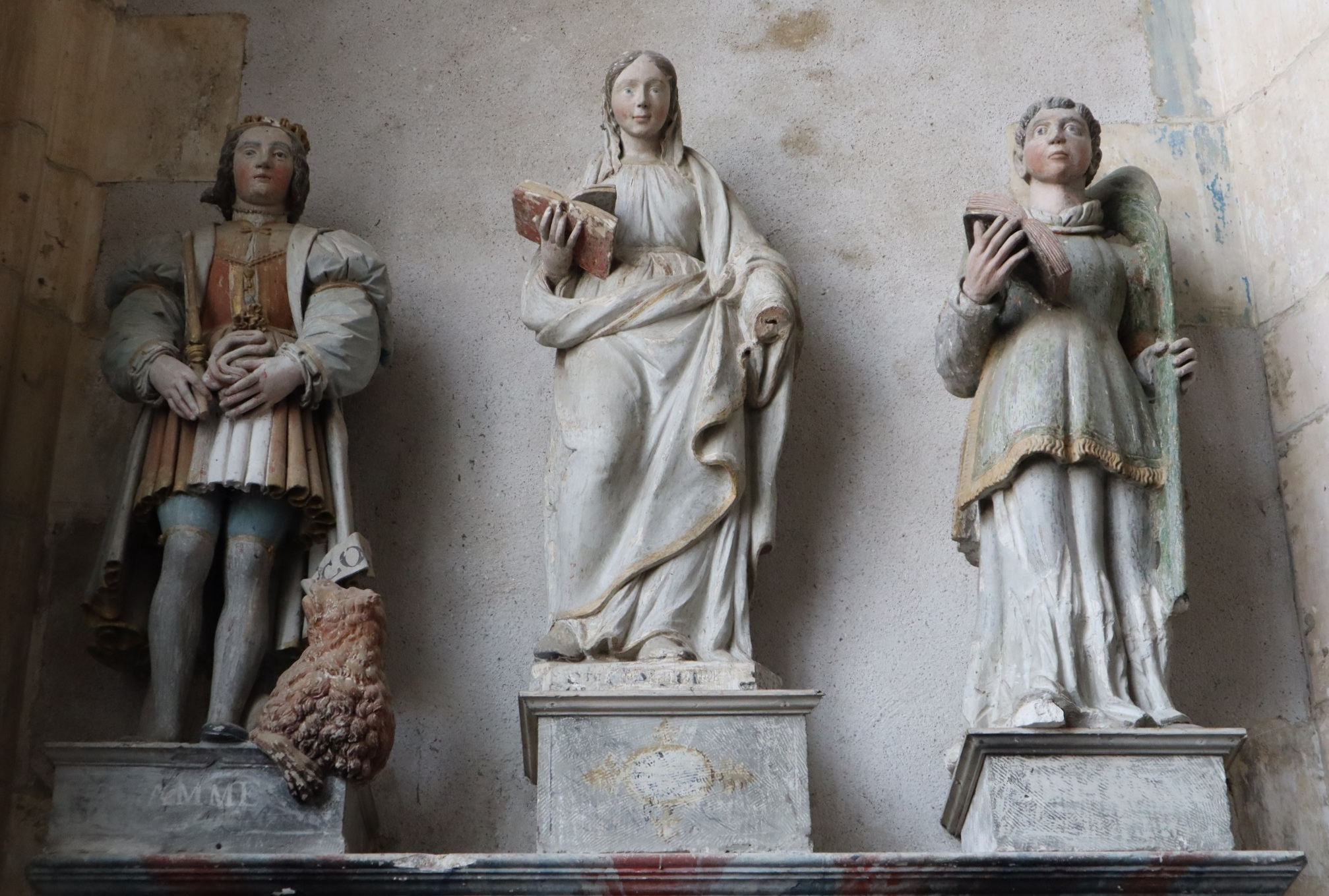
Statues de saint Mammès, sainte Catherine et saint Étienne.

- Peinture de L'Adoration des Bergers, huile sur toile du XVIIe siècle sur le mur gauche, en entrant dans la chapelle à noter dans le tableau la représentation de deux poules dans un panier, entre des moutons et un chien à l'air assez féroce.

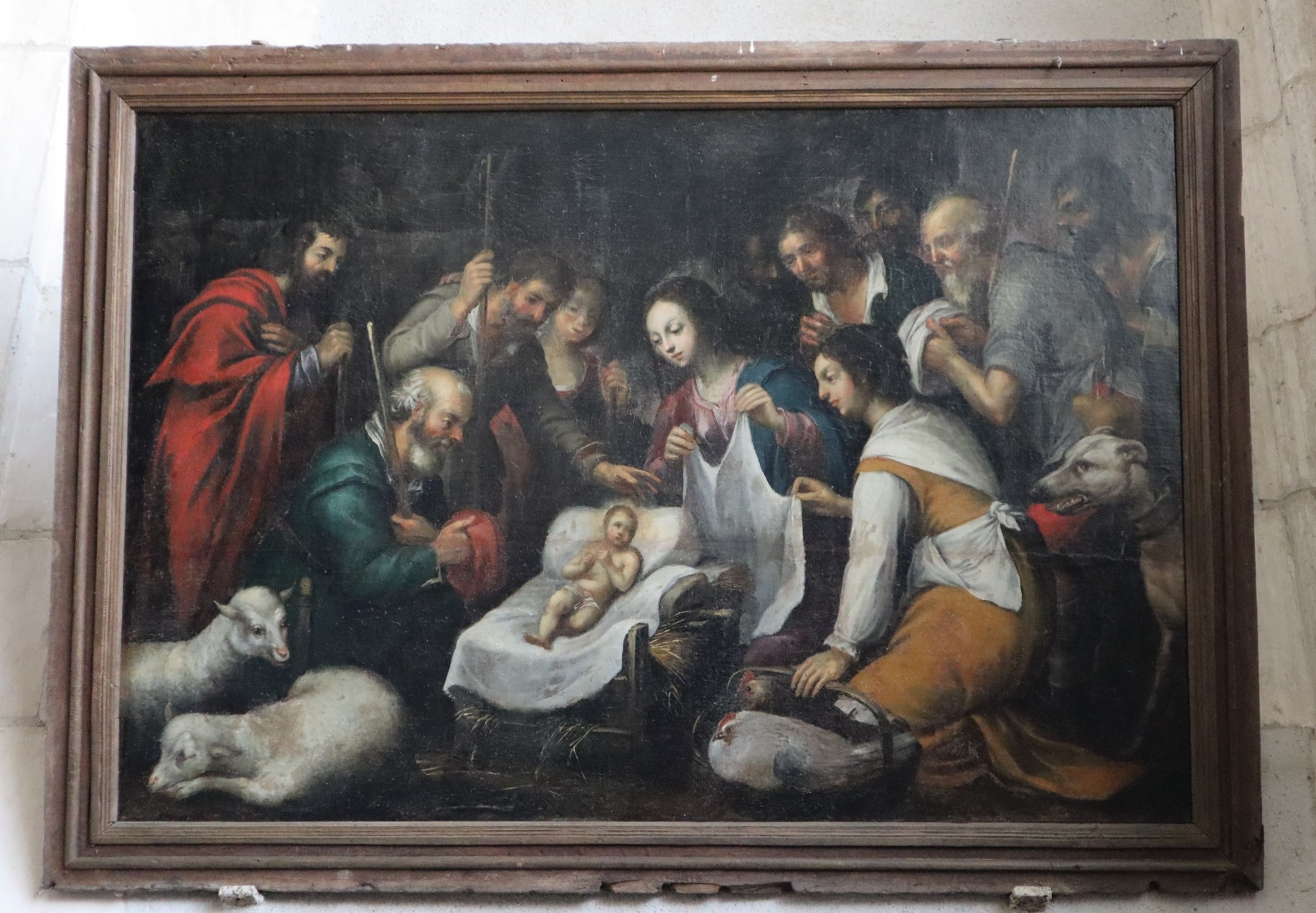
Tableau de l'Adoration des bergers.

### Portail Nord
Au-dessus du portail une verrière en rosace avec huit compartiments figurant les 7 douleurs de la Vierge. Cette verrière fut offerte par Jean Carteron, curé de Lagesse.
Au-dessus, peu visible : saint Augustin, docteur de l'Église , HST, signée Jean-Barthélemy Parrocel (1631-1667) ; Dim. H: x L:. Ce tableau est  Classé MH (1906) sous l’appellation de Docteur de l'Église.
- Statue de saint Julien en pierre avec polychromie, le long d'un pilier. Le saint est en armure et par-dessus une cape rouge, son écu de même avec le symbole d'une balance à fléau, la main gauche sur le pommeau de son épée et la main droite tenant un gros morceau de bois allant du sol à hauteur de sa poitrine.

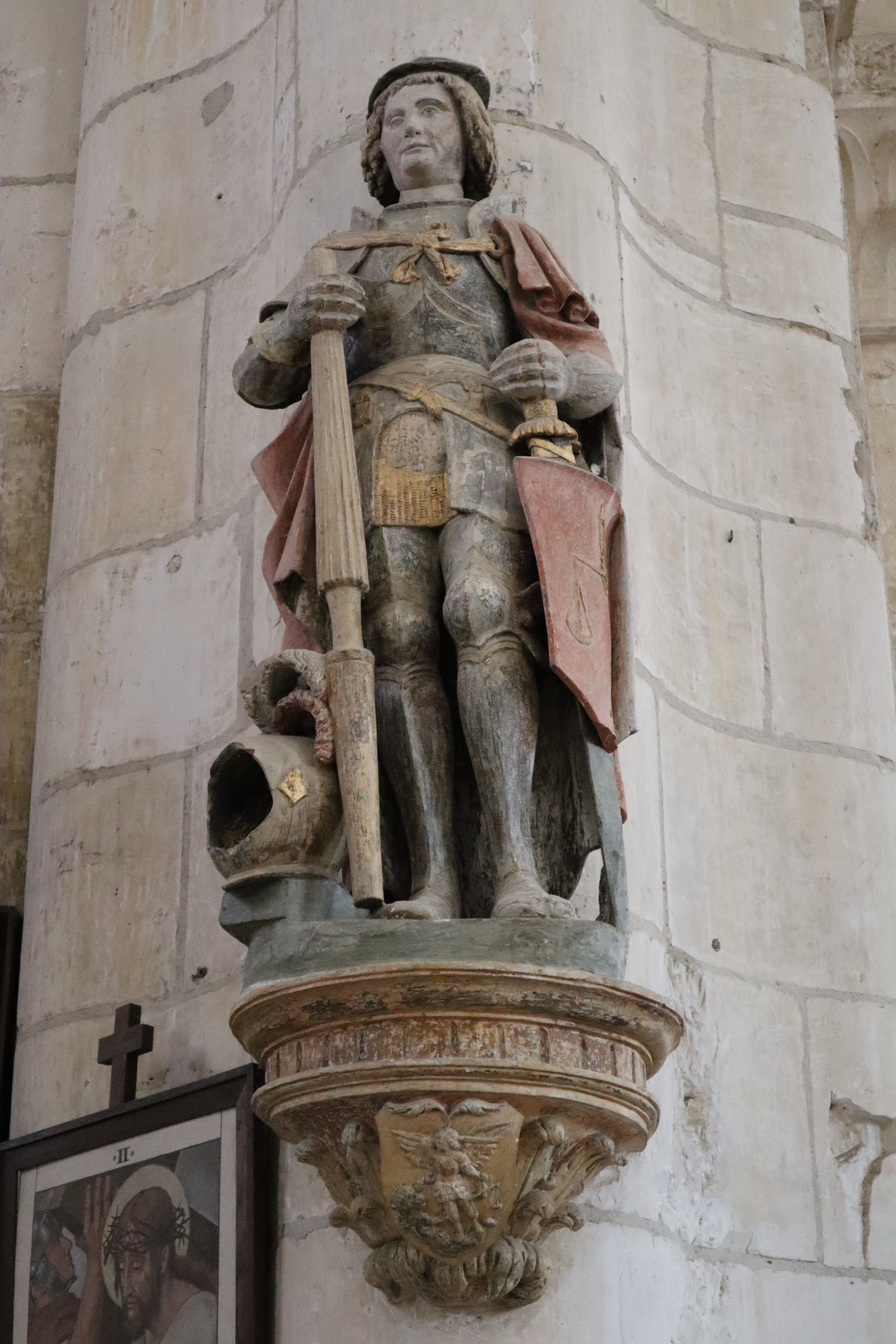
Saint Julien.

Statuettes en pierre, avec polychromie, datées du XVIe siècle:
- Sainte Agnès, et
- Saint Gondon en vêtement épiscopal. Nous arrivons à cette hauteur, dans ce qui est la partie ancienne de l'édifice datée du XIIIe siècle. Les ouvertures que l'on voit dans les piliers portent le nom de hagioscopes et servent à voir la célébration de l'office au maître-autel dans le chœur.

## Transept Nord

### Chapelle du Paradis
Cette chapelle de plan carré est retrayante de l'édifice, formant ainsi l'extrémité nord du transept.
On accède à cette chapelle accolée au bas-côté nord, par une clôture en pierre blanche sculptée datant de 1538, dans un style Renaissance. Elle fut fondée par le seigneur des Bruyères : Sébastien David et son épouse Bertrande Le Tartrier. Cette chapelle renferme un grand nombre d'œuvres d'art :
- La clôture dont l'ossature est composée de quatre colonnes corinthiennes demi-cylindriques dont deux engagées sur les pilastres latéraux festonnés à l'intérieur et deux cannelées, encadrant l'entrée centrale à la porte de chêne. Le linteau au-dessus de la porte forme un rectangle avec bordure de doubles cotices potencées et contrepotencées, comportant des rinceaux. au-dessus, trois colonnettes dont deux extérieures qui supportent un atlante supportant un second entablement qui comporte deux cartouches renfermant avant la Révolution les armoiries des donateurs. Ces cartouches sont entourés d'une couronne de fleurs. Au-dessus de ce second entablement deux niches dans lesquelles sont les statuettes de saint Sébastien et David vers l’intérieur et en extérieur saint Bertrand et saint Vincent. Saints patrons des donateurs. Sur chacun des côtés de la porte, entre les colonnes et les pilastres on trouve cinq colonnes torsadées, cannelées et festonnées surmontées d'un entablement. Un second entablement à hauteur rejoint le premier au-dessus de la porte et court tout le long de la clôture.. Entre les deux entablements, scène de la vie de saint Jean dans des carrés de chacun des deux côtés de la porte entourés eux-mêmes de deux arcatures en plein cintre de chaque côté d'un panneau. Des angelots sont distribués le long de ces entablements latéraux que surmontent un fronton triangulaire surmontée d'une colonne carrée.
- Dans la partie centrale de la chapelle, posée sur un meuble surmonté de vitres, se trouve une crèche de grande beauté comprenant 22 statuettes de bois peint et doré. Tous les personnages sont indépendants du support et peuvent être disposés au gré du responsable. L'auteur qui l'a réalisée au XVIe siècle en reste inconnu. L'ensemble se compose en fait de deux crèches dont la Vierge et l'Enfant Jésus sont en double exemplaire.

Le meuble comporte des volets, formant polyptyque, peints en camaïeu sur la partie extérieure et en polychromie à l'intérieur avec semis de fleurs de lys sur fond bleu.
Sur la partie gauche nous trouvons: La Présentation au Temple puis à droite Le Massacre des Innocents. Sur les panneaux extérieurs des scènes de la Vie de la Vierge, peintes en camaïeu, les donateurs, le sieur Cany représenté à genoux, en prière avec à ses côtés sa devise :  de peu assez, et son épouse avec leur écu : « écartelé aux 1 et 4 : d'azur à la croix alésée, aux 2 et 3 : d'or à un nuage d'azur, le tout sous un chef de sable, chargé d'un lévrier courant d'or »
Cet ensemble fut conçu au départ pour être logé dans la Chapelle Porte-croix dont la longueur correspond exactement à celle du mur et au coin gauche une concavité correspondant au pilier se trouvant à cet endroit. Ce meuble est daté de 1540.
- Sur le mur après la crèche, le retable dit: Retable de la Passion, portant la date de 1532. Trois panneaux figurant : l'arrestation, la crucifixion, et la résurrection. Les personnages en pierre, sont en ronde-bosse ou demi-bosse.
- Le retable est couronné d'une Transfiguration statues du Christ entre celles d’Élie et de Moïse, statues en pierre.
- De chaque côté deux statues monumentales : La Vierge portant l'Enfant, le genou gauche avancé et saint Jean tenant un livre et portant une robe avec l'inscription : « Ommia per ipsum facta sunt » en français : « Et par lui, tout a été fait ».

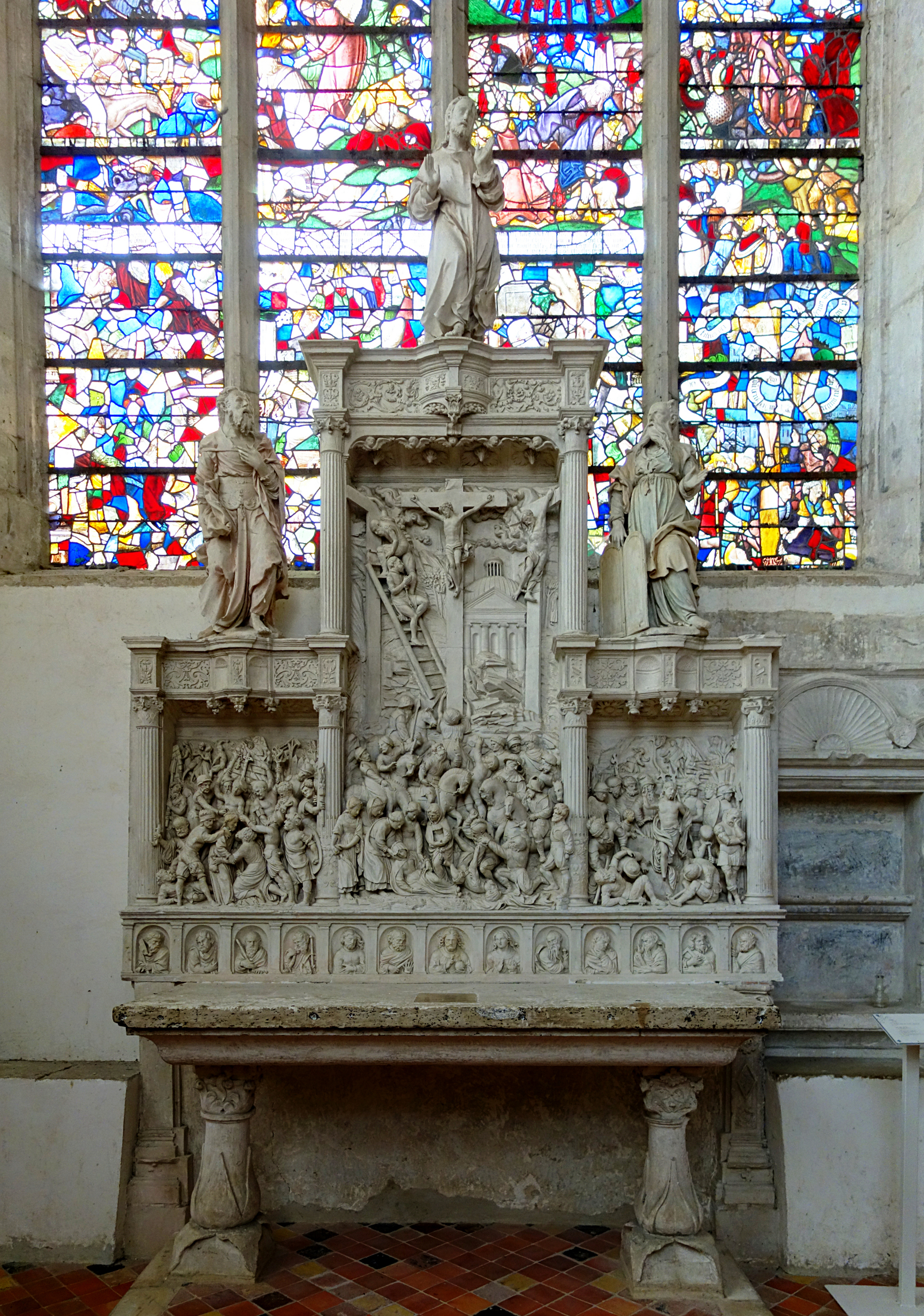
Retable de la Passion, couronné par le groupe sculpté de la Transfiguration.
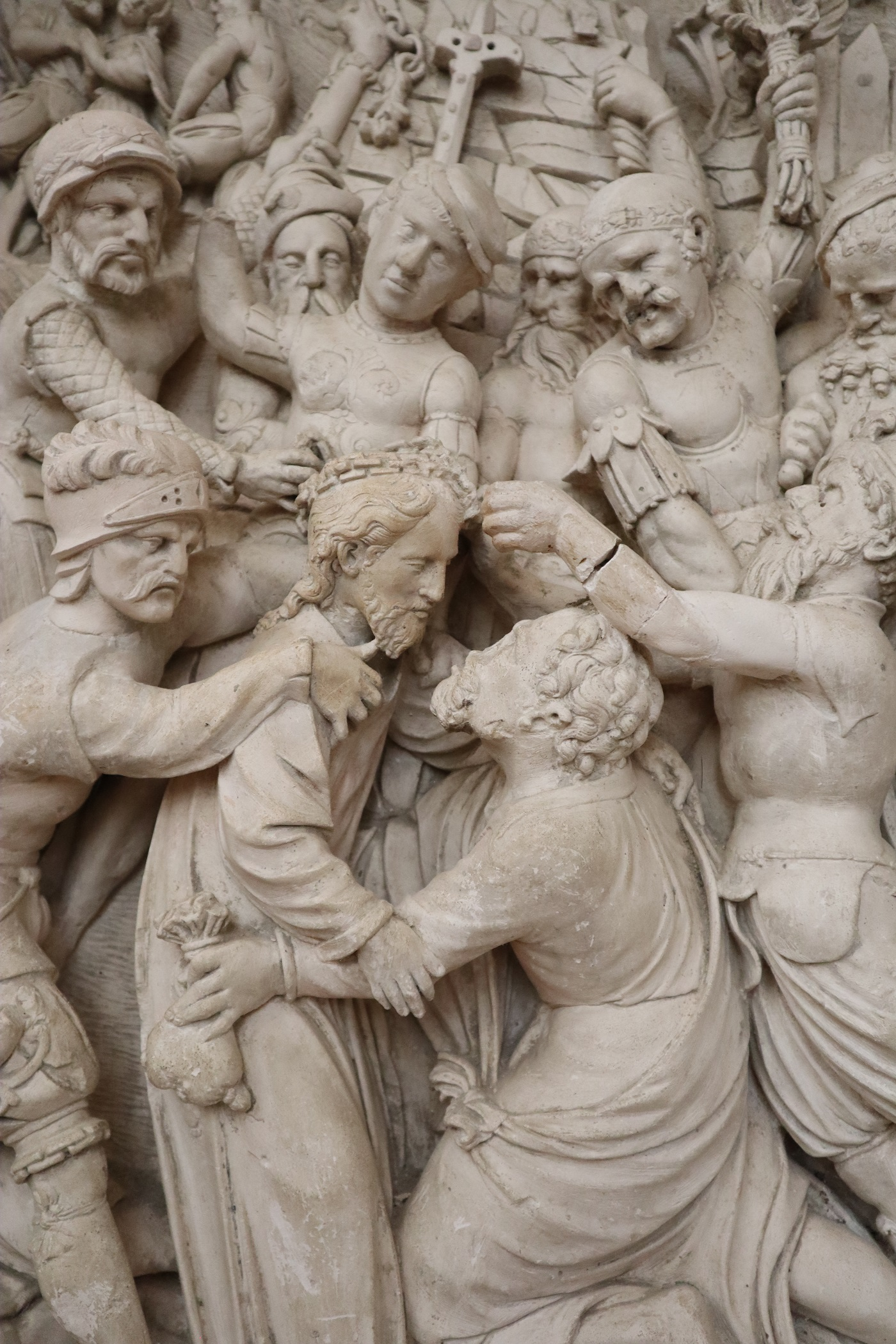
Arrestation de Jésus.
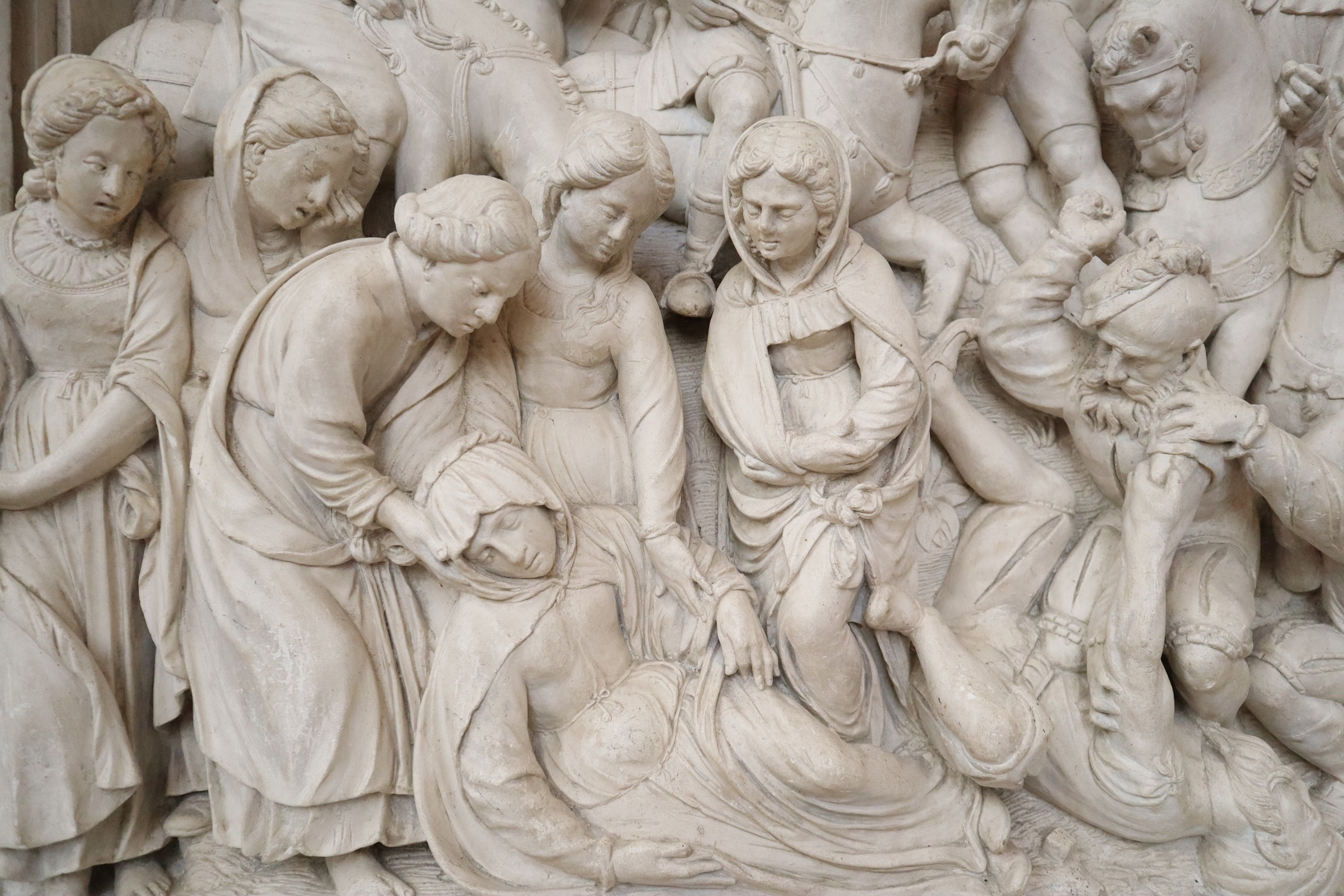
Pâmoison de la Vierge.
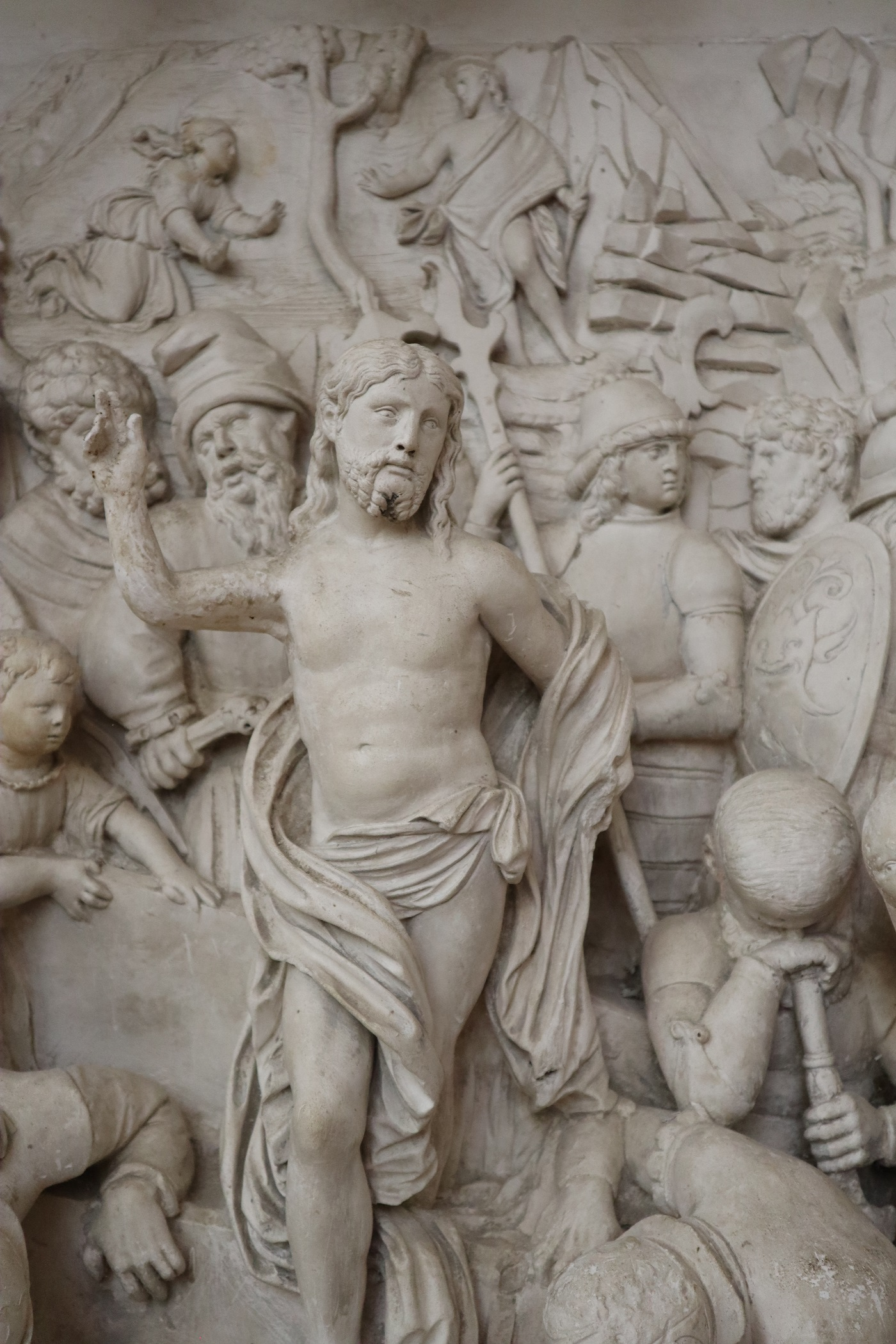
Résurrection.

D'autres statues ornent les murs ouest et nord :
- Sainte Anne ou  L'Éducation de la Vierge  grande statue en pierre polychrome du XVIe siècle
- Saint Syre statuette d'art populaire du XVIe siècle
- Sainte Reine, statuette du XVIIe siècle
- Saint Jacques le Majeur, statue du XVIe siècle, de style rustique
- Pietà , statue en pierre du XVIe siècle de l'école troyenne.

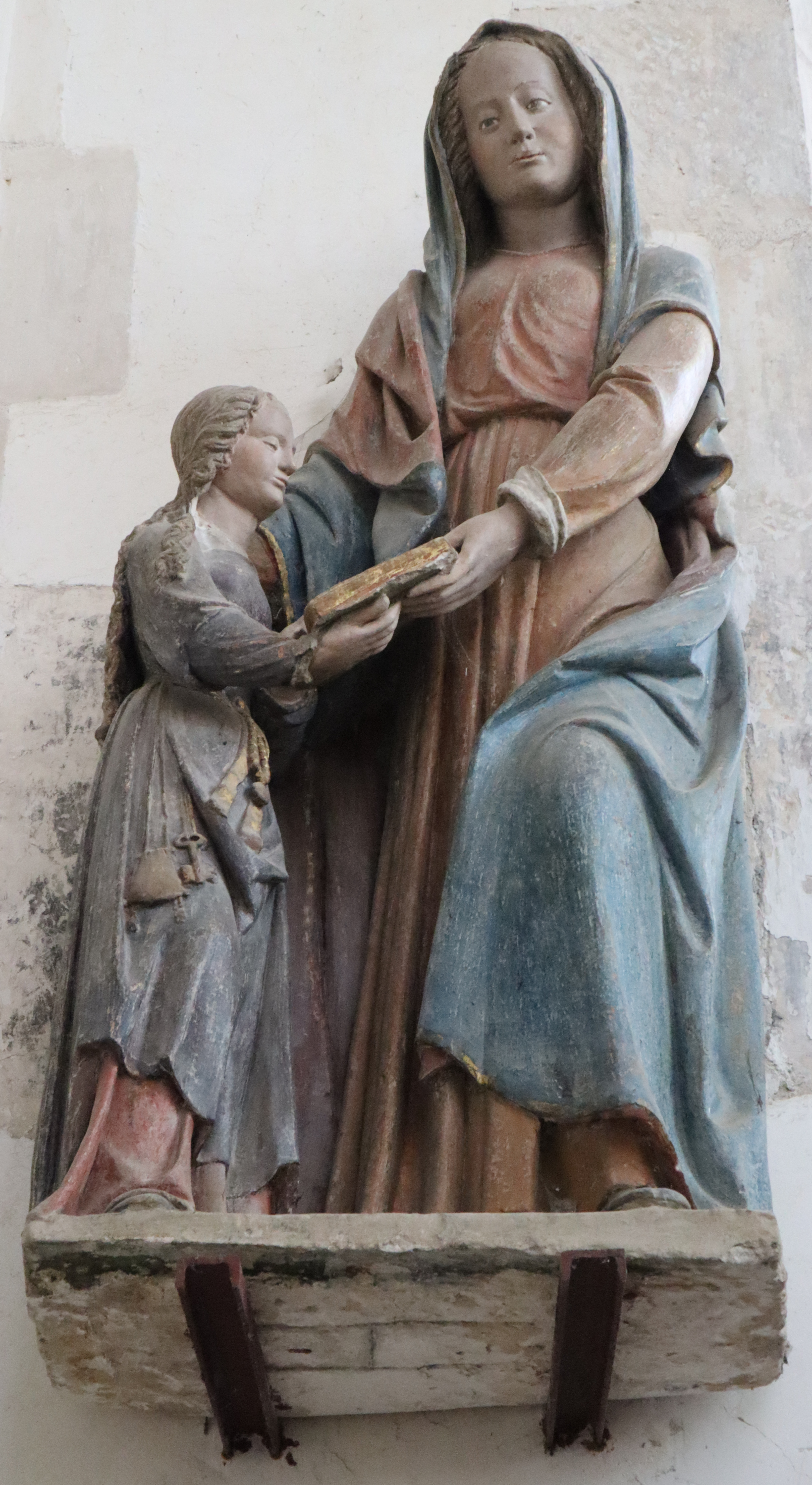
Éducation de la Vierge.

Les vitraux
Ils furent très abîmés lors du bombardement de juin 1940 et furent restaurés depuis.
- Verrière de l'ouest :

Elle date de 1536 et présente la vie de saint Sébastien. La partie basse présentent les images des donateurs et leurs enfants.
- Verrière Nord :

Elle attire de suite le regard, par sa beauté. Grisaille avec jaune d'argent enchâssé entre les meneaux qui forment une fleur de lys. Dans la partie supérieure Dieu le Père, entouré d'anges annonçant le Jugement Dernier au son de la trompette. Dans la partie en dessous Le Paradis, avec les élus sortant de terre et louant Dieu et dans la partie inférieure L'Enfer avec les damnés souffrant les tourments liés à ces lieux.
- Verrière est :

Au-dessus du retable, cette verrière représente L'Apocalypse selon saint Jean. Les 4 cavaliers offrent beaucoup de similitudes avec des dessins gravés de Dürer. La partie inférieure de ce vitrail ayant été très endommagée, n'a pu être reconstituée. Elle présente un dessin d'une grande finesse, avec une pluie d'étoiles. Les armoiries du donateur Sébastien David figurent en haut de ce vitrail : « de sinople à croix d'argent » et celle de son épouse : Bertrande Le Tartrier : « De gueules au chef d'or, accompagné d'un besant d'or ».
Sous la chapelle se trouve un caveau dans lequel reposent les corps de quelques notables inhumés là avant la Révolution. Aucune dalle funéraire, le sol est recouvert de petits carreaux en terre cuite.

## Chœur

### Chapelle du Christ de Pitié
Formant l'extrémité du collatéral Nord, à l'intérieur de la partie formant le Chœur, cette chapelle prend place dans la partie réservée au déambulatoire. Elle renferme de nombreuses statues qui furent placées là uniquement pour donner une répartition équilibrée de l'ensemble des œuvres à l'intérieur de l'édifice et les mettre en valeur :
- Saint Sébastien, statue en bois polychrome du XVIe siècle.
- Saint Denis, statue en pierre du XVIe siècle, l'évêque portant son chef.
- Saint Nicolas, au donateur, statue en pierre polychrome du XVIe siècle, pieds nus accompagné de trois petits enfants.
- Christ de Pitié avec les deux donateurs en prière, statue de pierre du XVe siècle, traces de polychromie, Christ au liens. Le buste et les jambes sont allongés de façon excessive intentionnellement en vue de corriger la perspective une fois cette statue placée en hauteur.

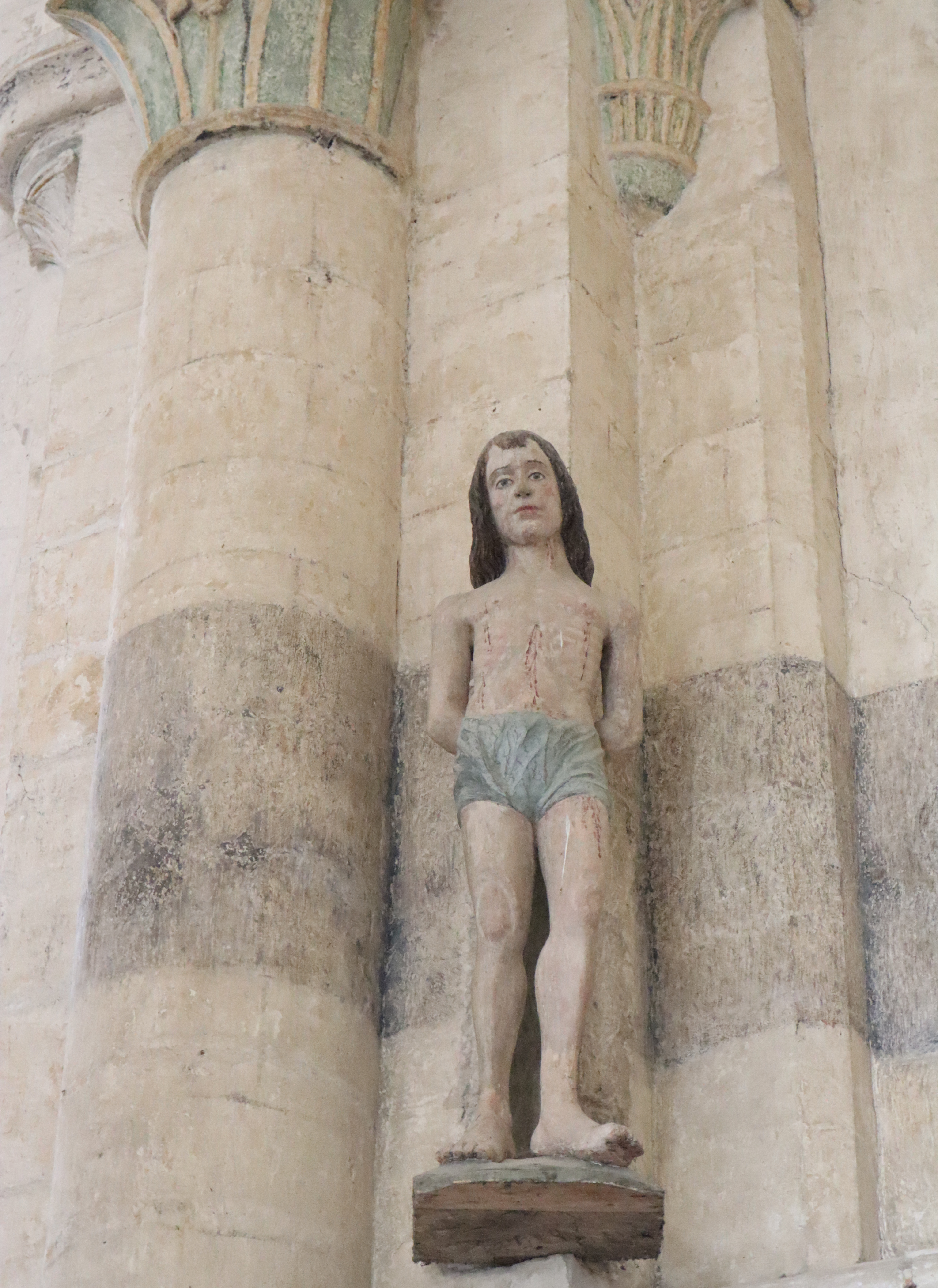
Saint Sébastien.
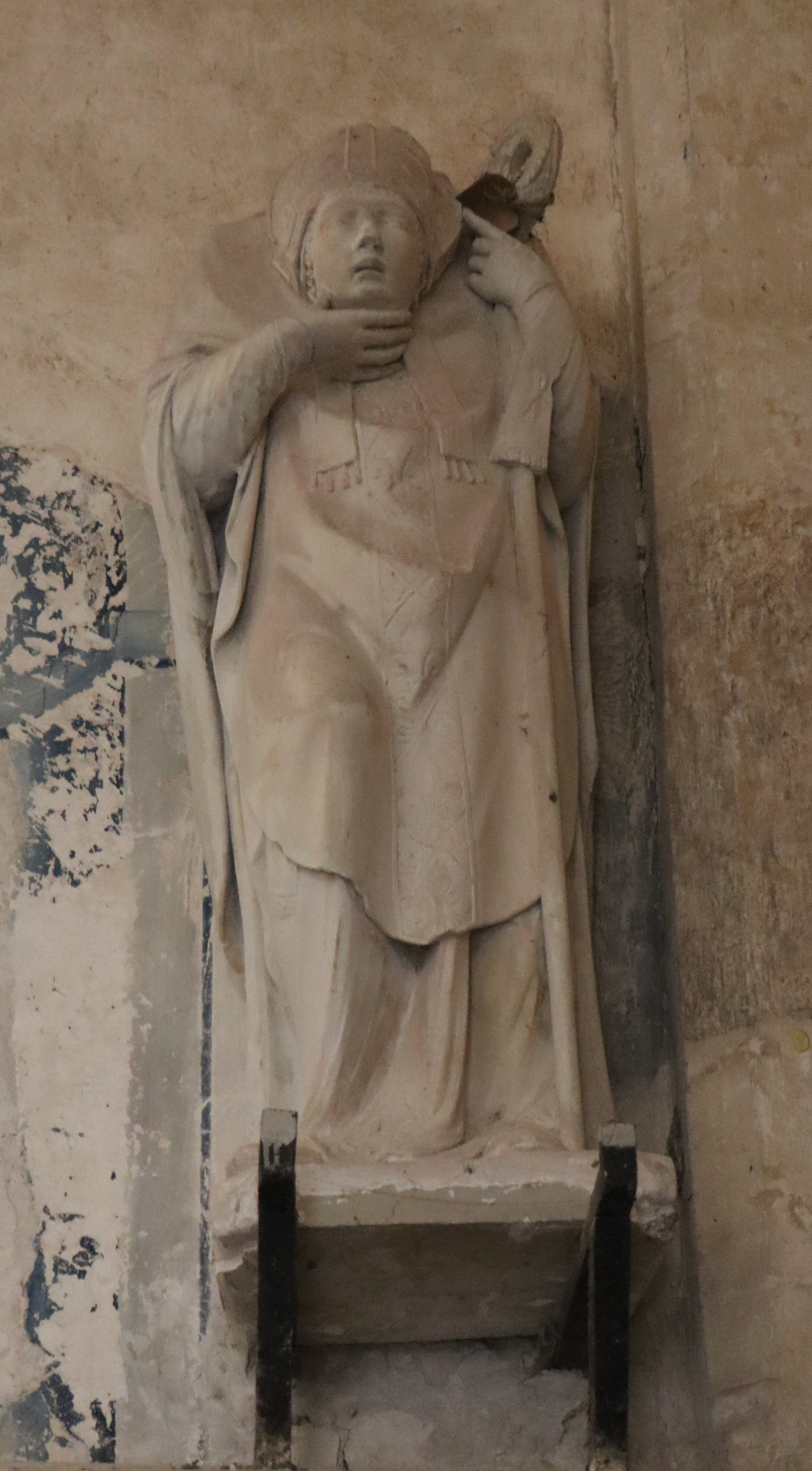
Saint Denis.
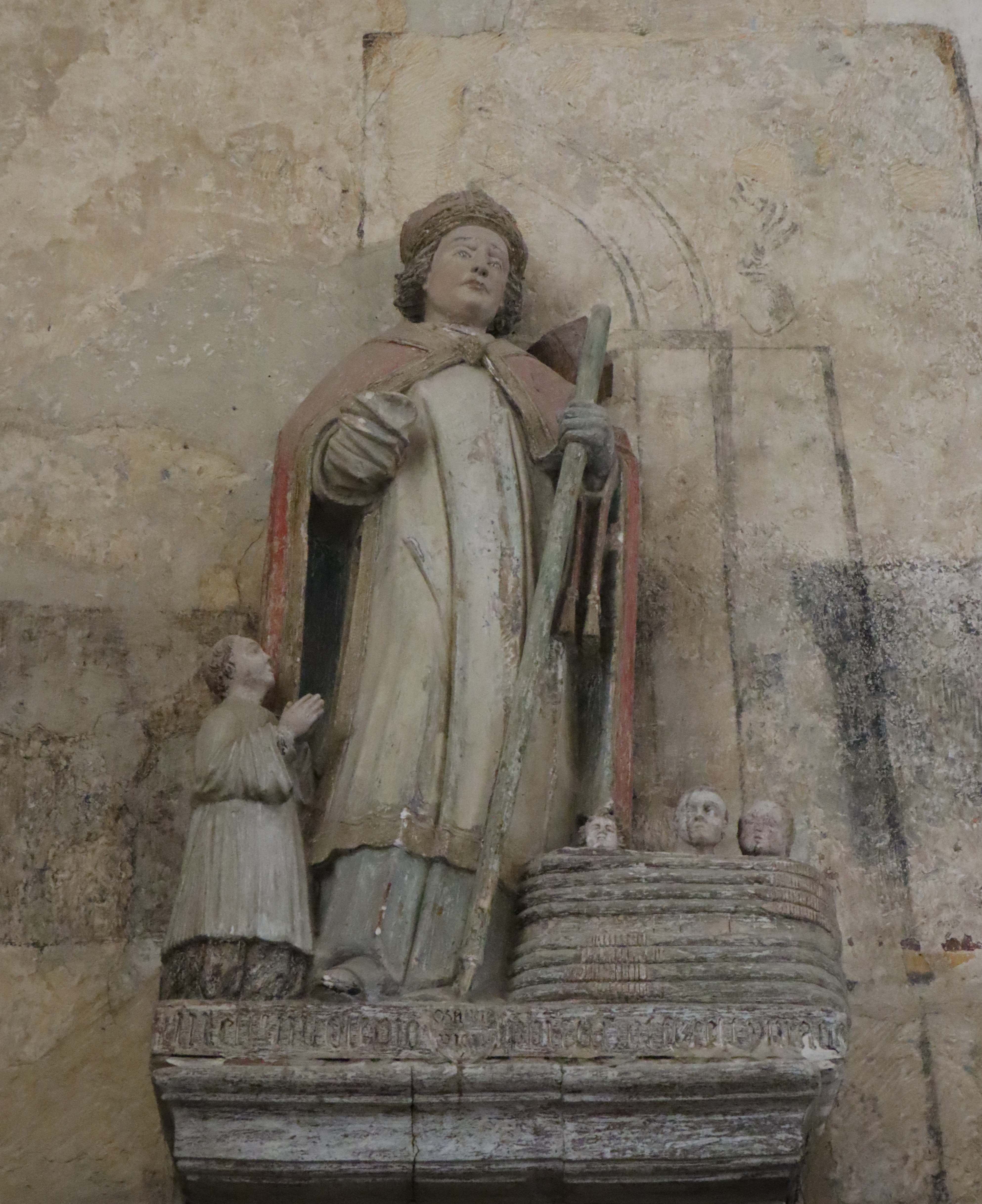
Saint Nicolas.
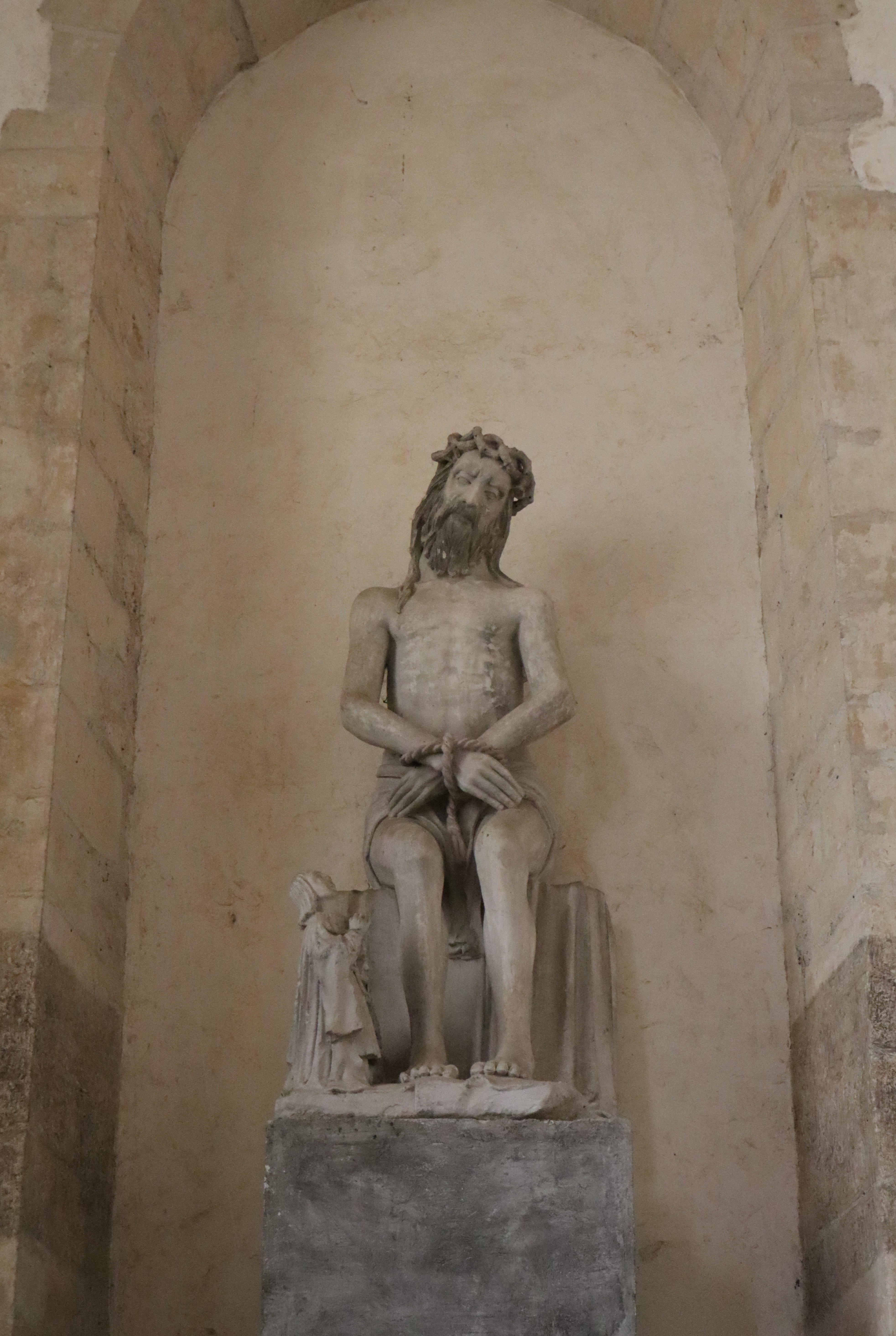
Christ aux liens.

- Saint Edme, statue en pierre du XVIe siècle. L'église comporte plusieurs statues de ce saint. Son culte était très répandu en Champagne et Bourgogne à cette époque.
- Saint Éloi, statue en pierre polychrome, dans la main droite levée, un marteau l'autre reposant sur un calice, rappelant son premier métier : orfèvre.
- Saint Vorles, statue en pierre polychrome du XVIe siècle. Relatant sa vision d'un incendie. La statue est accolée à un pilier faisant face à la chapelle du Paradis. La main gauche appuyée sur une maison en flammes et tenant un livre ouvert, l'autre main servant à sortir du brasier un jeune enfant.
- Statue de saint-Jérôme, à genoux au désert la main gauche sur une tête de mort, le bras droit replié sur le ventre et tenant une pierre. Il tourne la tête sur sa droite, la bouche entrouverte et porte une logue barbe effilée. Sa longue tunique est ouverte sur les côtes le long des jambes à hauteur des cuisses et largement ouverte en demi-lune sur la poitrine laissant voir le ventre. Un lion à ses pieds est une représentation imaginaire. Cette œuvre passe pour être une sculpture tardive du maître de Chaource.

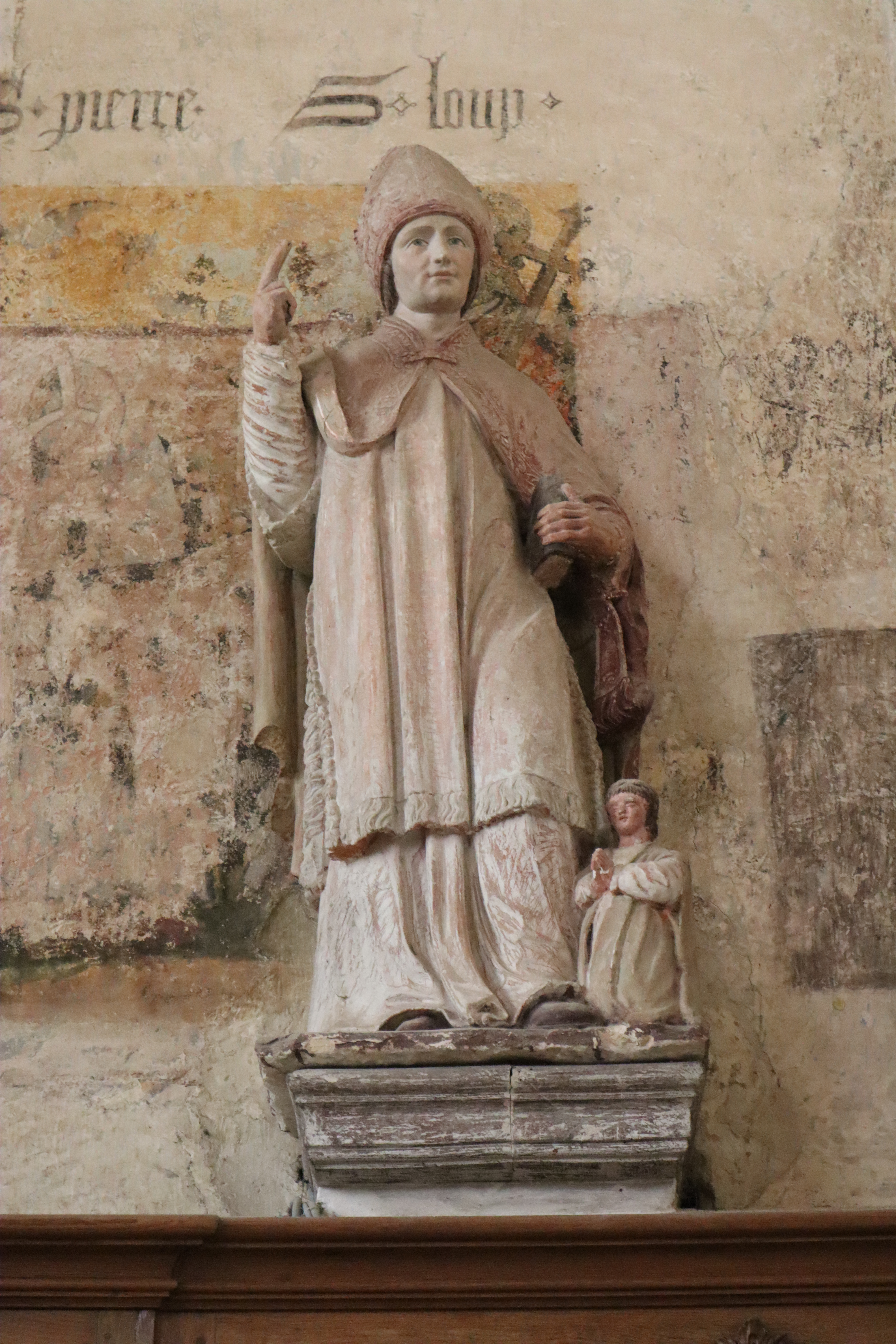
Saint Edme.
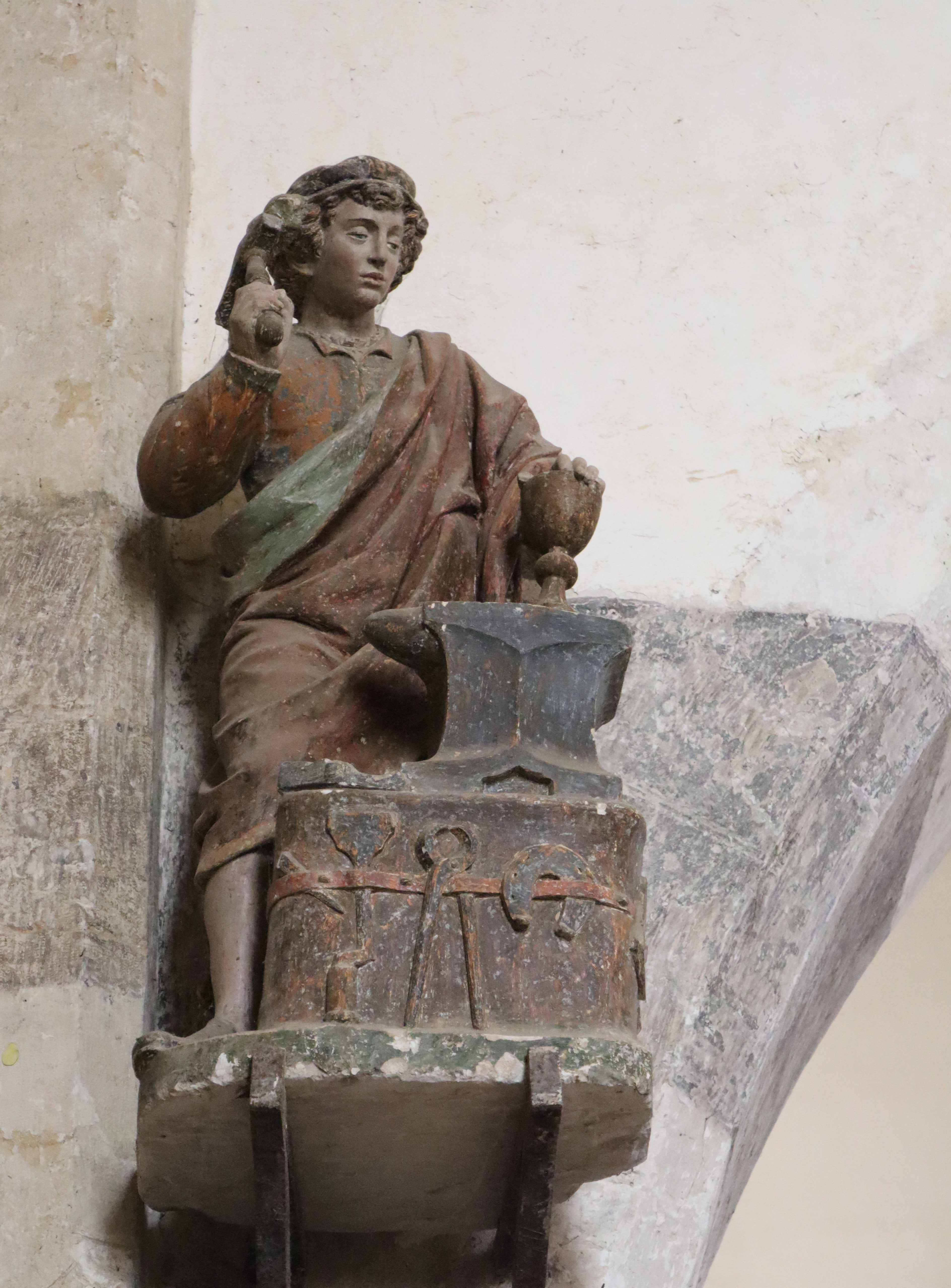
Saint Éloi.
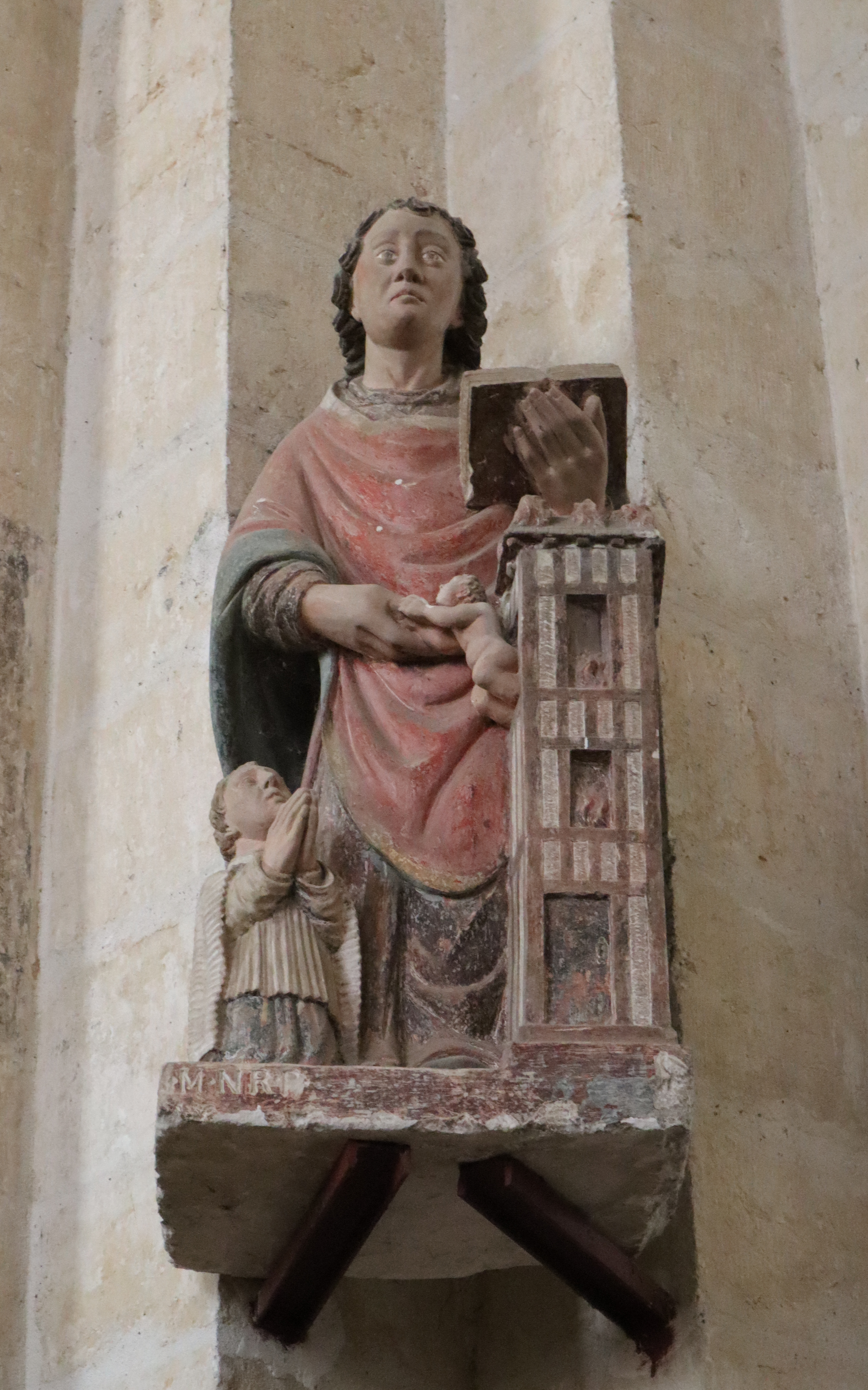
Saint Vorles.
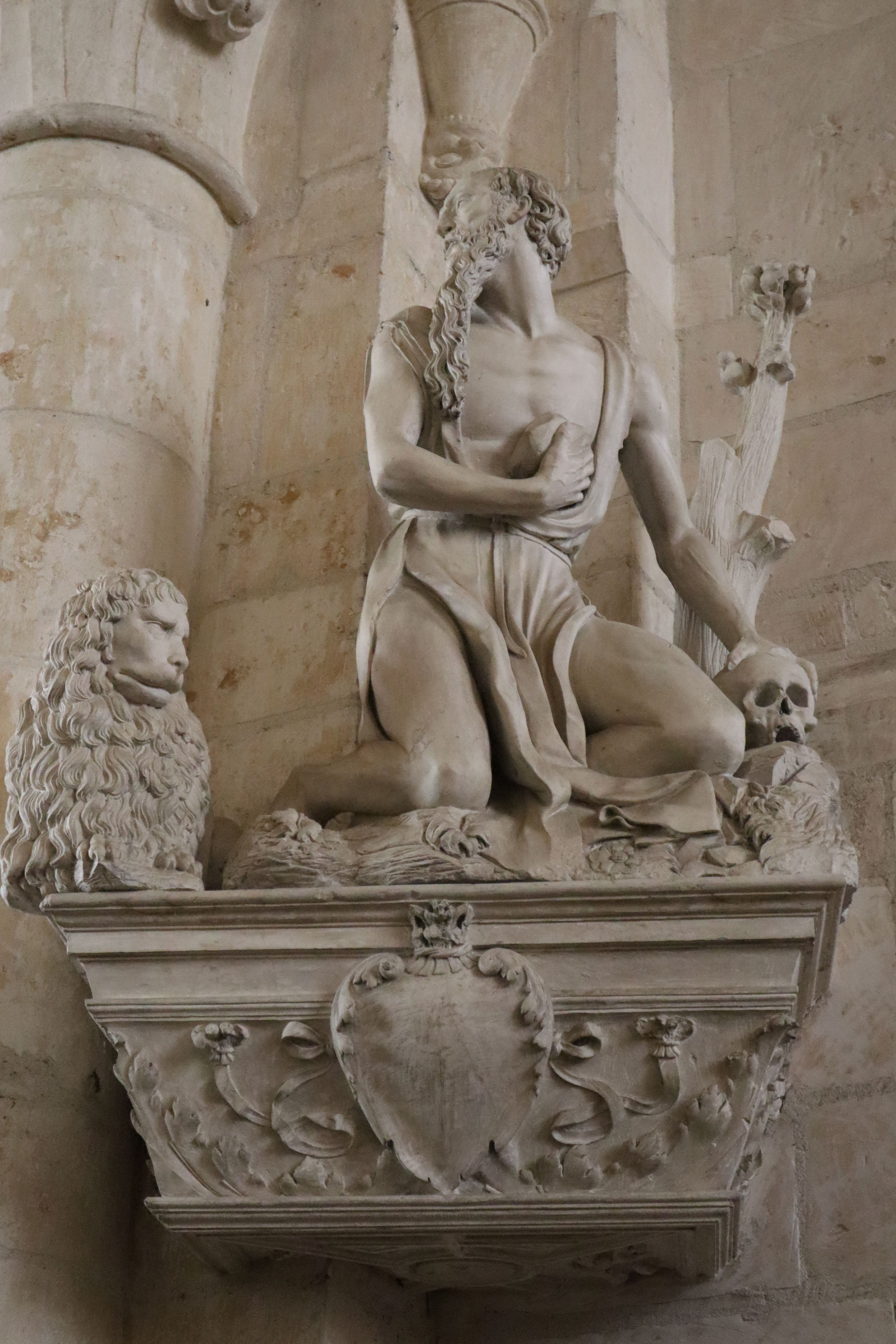
Saint Jérôme.

### Niche-Trésor
À l'extrémité du collatéral Nord, cet endroit devait à l'origine renfermer les statuettes de la crèche après la destruction de l'autel du Sacré-Cœur. Ici sont conservés depuis 1990, les objets cultuels de la paroisse, ainsi que les dépôts de celles de Cussangy, Fouchères, Rumilly-les-Vaudes et Vaudes. Ce trésor comporte des croix processionnelles, reliquaires, ostensoir, calices, ciboires, statuette de Saint Fiacre, et un manuscrit du XVIe siècle), objets allant des XVe siècle au XIXe siècle.

### Chapelle du Sépulcre

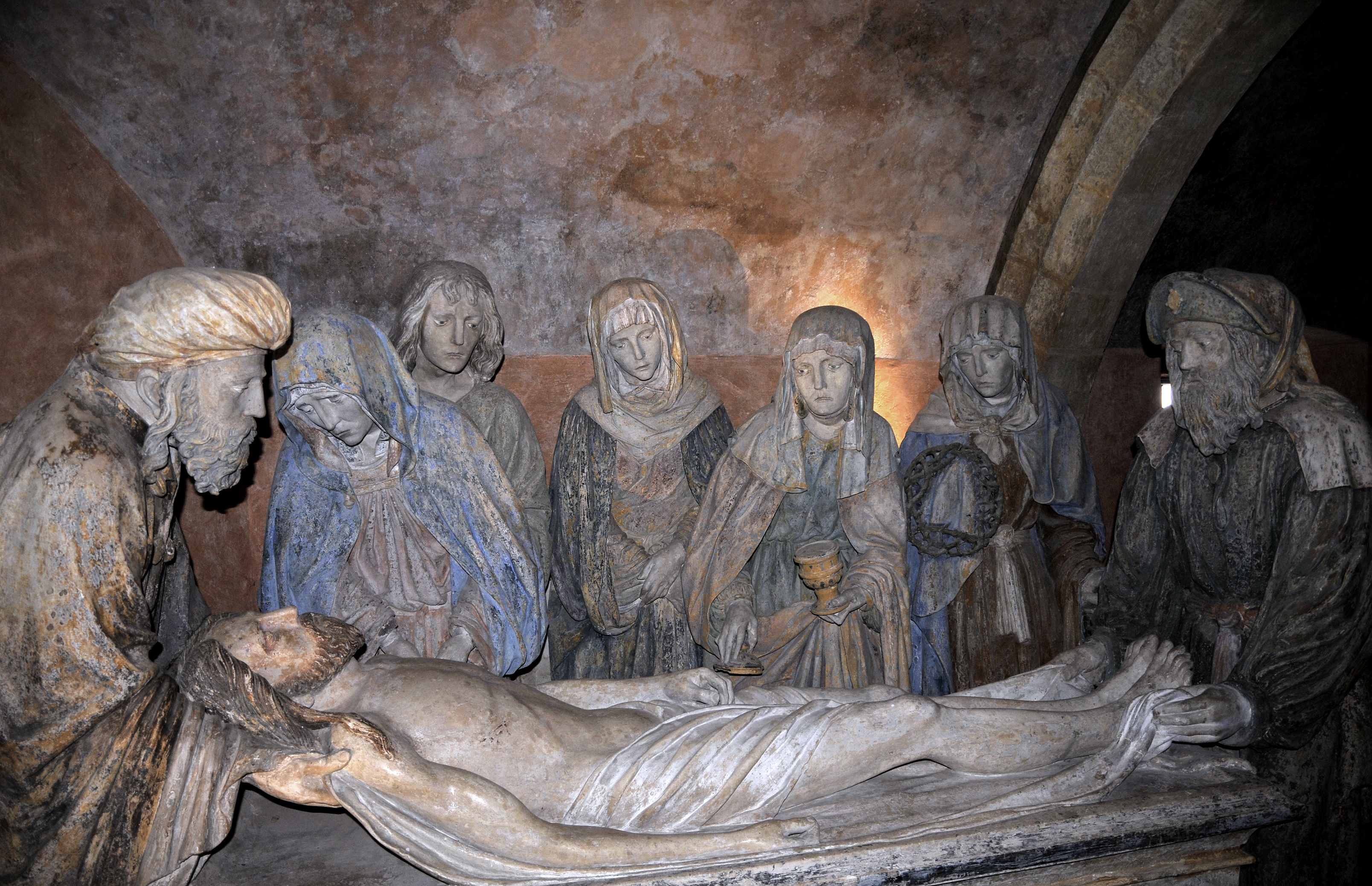
La mise au tombeau.

Chapelle placée au chœur, elle fut construite au XVIe siècle, en 1515, en contrebas du chœur du XIIIe siècle. Elle y est reliée par deux issues fermées de deux portes ajourées en bois d'une hauteur obligeant à courber l'échine pour passer. Une des entrées est réservée pour le clergé, ouvrant sur le sanctuaire. Entourée de torons jusqu'à la base, elle est surmontée des armoiries de la Maison de Monstier avec trophées de feuilles d'acanthe portant un casque flanqué d'une tête d'aigle, l'ensemble surmonté d'un ange assis aux ailes fermées, elle est en polychromie bleu et ocre.
La lumière entre dans la chapelle par deux lucarnes dispensant un éclairage qui donne à l'ensemble toute l'intensité émotionnelle des lieux.
Pour accéder à la représentation du Sépulcre, groupe de huit personnages sculptés en pierre polychrome et d'un tombeau, il faut descendre quelques marches, où se trouvent :
- Trois gardiens imposants, la pique à la main, qui gardent l'entrée. Celui de droite semble vous dévisager d'un air soupçonneux. Celui en habit Renaissance porte une inscription sur sa cuirasse : Mathieu de Tronchoy. La scène est saisissante et vous laisse une impression de malaise. L'éclairage variant au cours de la journée et des saisons il faut l'avoir vu plusieurs fois pour apprécier les différents aspects de la beauté des visages de ces personnages qui semblent vivants.

La scène ne se trouve pas dans les Évangiles canoniques. La dépose de la Croix et l'ensevelissement est le fait de Joseph d'Arimathie, selon Matthieu (XXVII, 57-61), Marc (XV, 42-47) et Luc (XXIII, 50-56), en présence de Marie de Magdala et Marie mère de Jacques. La présence de Nicodème n'est signalée que par Jean (XX, 38-42). Cette scène est à compléter avec les écrits apocryphes et plus particulièrement l’Évangile de Nicodème.
Sur la dalle du tombeau, le corps cadavérique du Christ est allongé, le torse légèrement relevé par Joseph d'Arimathie qui maintient soulevé le saint suaire, pour présenter son fils à la Vierge Marie. La scène est d'un réalisme saisissant. Son visage reste dans l'ombre, car l'heure de la Résurrection n'est point arrivée. Nicodème est aux pieds de son maître soulevant le linceul, il porte une tenue de pèlerin, portant l'escarcelle. Marie est là penché sur son fils, le visage rongé par la douleur. Saint-Jean est placé derrière elle au regard grave, soutenant la Vierge. Marie-Salomé est légèrement en retrait, mains croisées, yeux baissés. Marie-Madeleine est présente à ses côtés tient un vase de parfum à la main. Marie Cléophas, porte la couronne d'épines, regardant le visage du Christ. Cette mise au tombeau est sûrement la plus belle répertoriée en Europe, tout au moins la plus émouvante.
C'est une œuvre d'atelier, les personnages n'étant pas tous de la même main. Jacques Baudoin y voit la main du sculpteur troyen Jacques Bachot. Aucun document écrit ne vient appuyer cette thèse qui ne s'appuie que sur un certain nombre de similitude d'autres œuvres. Cet atelier est désigné sous le nom d'atelier du maître de la Sainte Marthe, ou maître aux figures tristes dit Atelier du Maître de Chaource. Cette œuvre fait une hauteur de 190 cm sur une largeur de 308 cm et une profondeur de 142 cm.
Le troisième groupe sculpté le long du mur Sud sont les donateurs présentés en orant : Nicolas de Monstier, chevalier et derrière lui son épouse Jacqueline de Laignes. au-dessus on peut lire : Nicolas de Monstier, escuier en son vivant, seigneur de Chesley, Fontaine et Cussangy en partie, capitaine de Chaource et damoiselle Jacqueline de Laignes, sa femme, dame de La Jaisse, Montigny, Lasson, la Petite-Brosse, Bruchon, Pichancourt et Sailly, firent faire ce présent sépulcre l'an mil cin cens et quinze; et gist le dit escuier sous le crucifix de céans. Priez Dieu pour eulx. De taille plus petite ces sculptures n'ont pas la même valeur artistique des deux autres ensembles qui sont donc de 1515. La voûte était autrefois peinte, on peut encore y apercevoir quelques fragments de peintures polychrome avec des semis de tours d'or. On peut y distinguer le Christ, habillé en jardinier apparaissant à sainte Madeleine. Le phylactère posé sur l'arbre séparant les deux personnages porte : Noli me tangere en français : Ne me touche pas ou Ne ma retiens pas

### Sanctuaire
La nef est séparée du sanctuaire par une table de communion en fer forgé datant du début du XVIIIe siècle. Les arcatures du XIIe siècle, elles étaient autrefois cachées par des boiseries du XVIIIe siècle qui descendaient du bas des verrières au sol, ainsi que sur les côtés de l'entrée. Elles donnent appui à deux crédences.
- Maître-autel en marbre rouge. Il est du XVIIIe siècle. Sur le devant il porte une pierre représentant le Saint-Esprit ainsi que d'autres pierres dans les angles formant cabochons. De chaque côté deux candélabres en bois de style Restauration. au-dessus du bandeau du pourtour six statues représentant :
- Saint Joseph et l'Enfant Jésus
- Saint Laurent
- Saint-Jean-Baptiste
- Saint Jacques le Majeur sa besace porte les armoiries de la Maison d'Angenoust donatrice
- Saint Edme
- Éducation de la Vierge

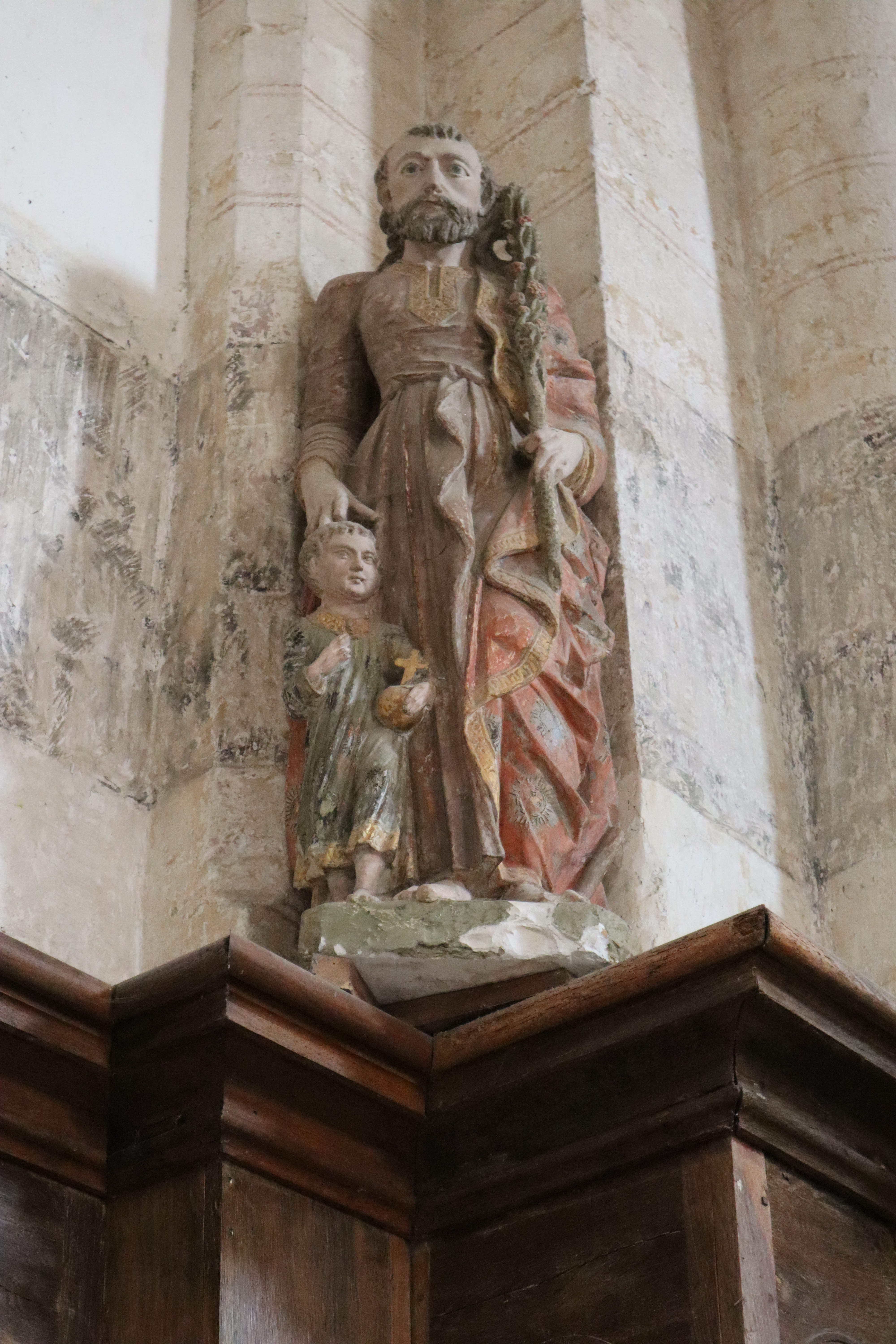
Saint Joseph et l'Enfant Jésus.
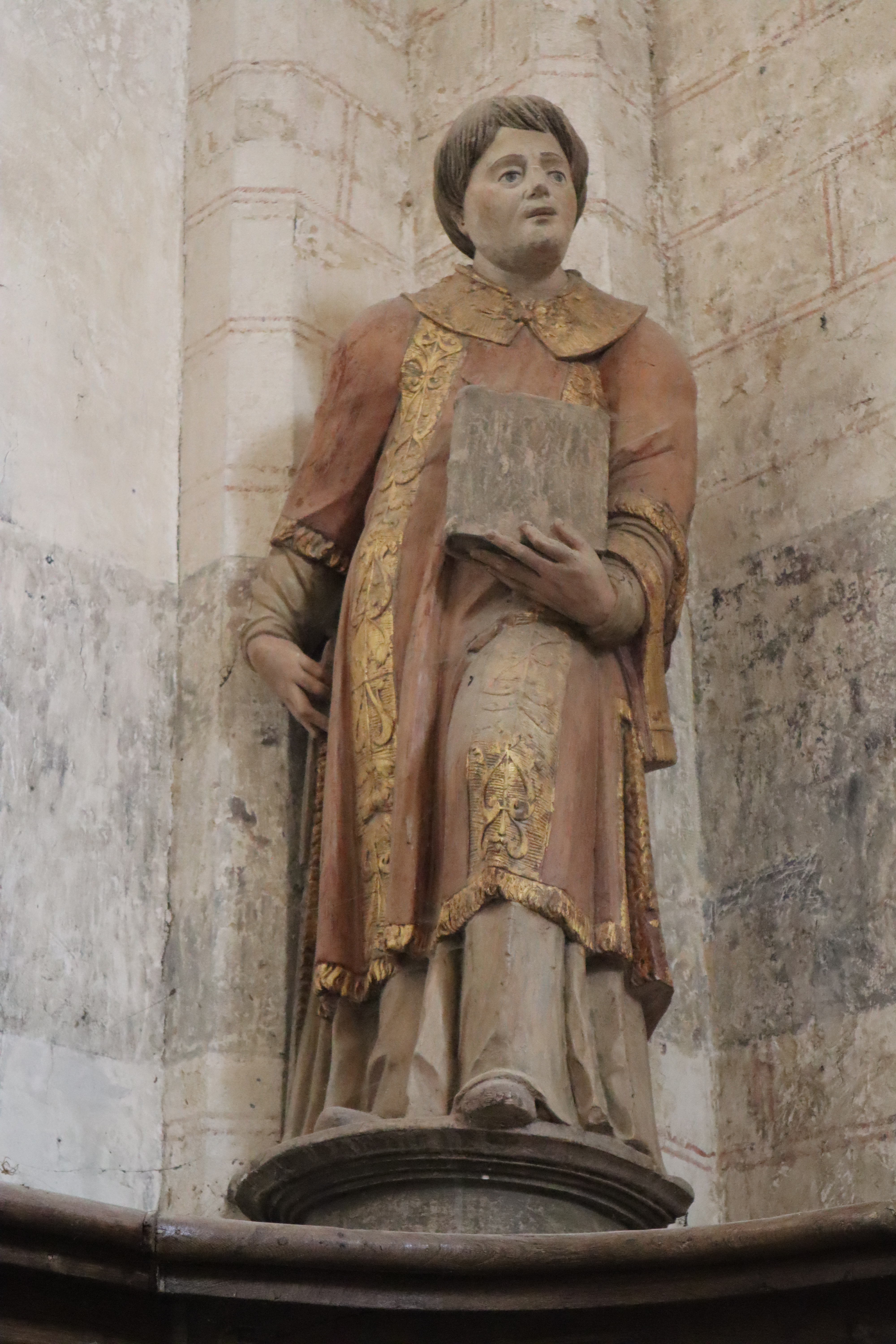
Saint Laurent.
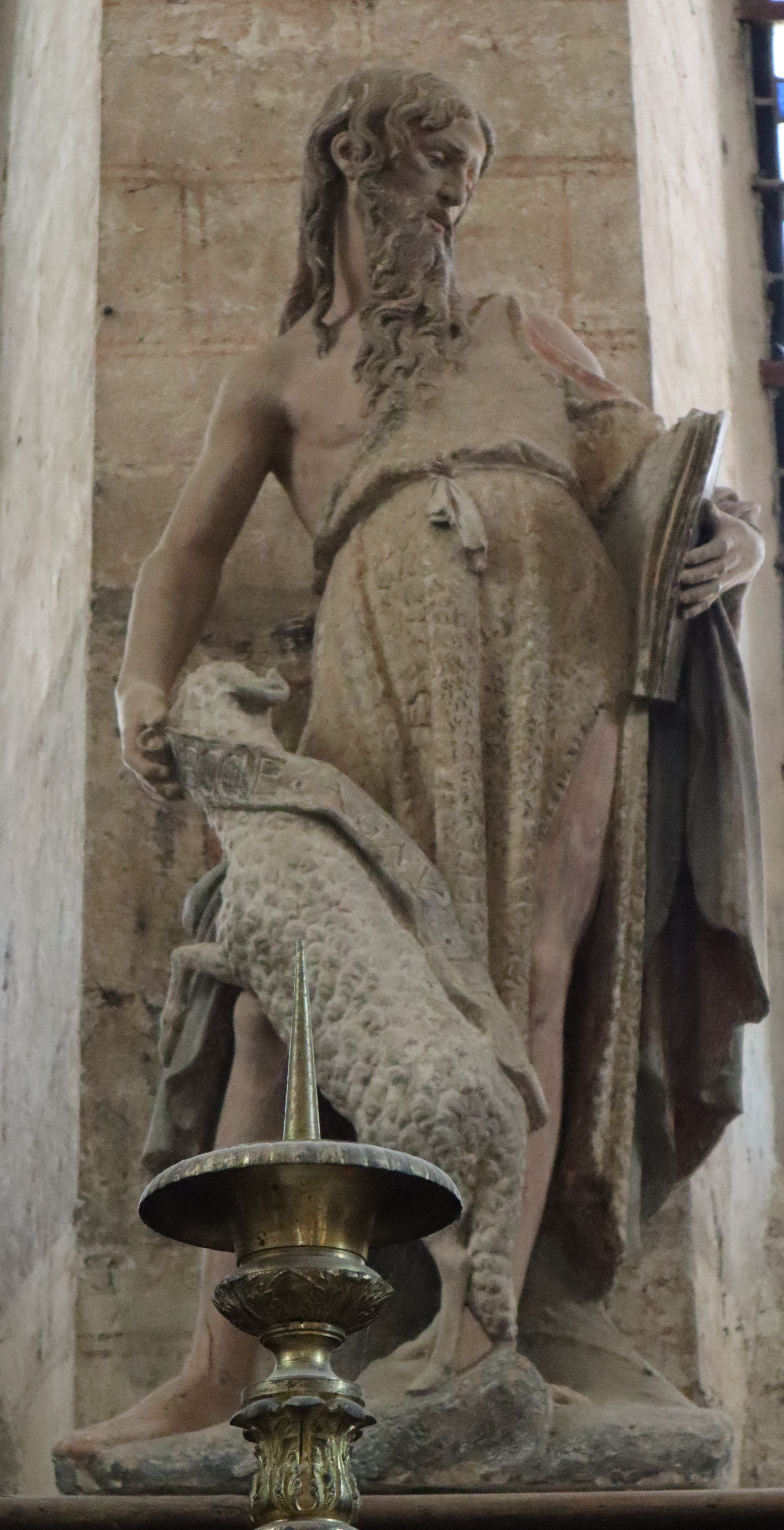
Saint Jean-Baptiste.
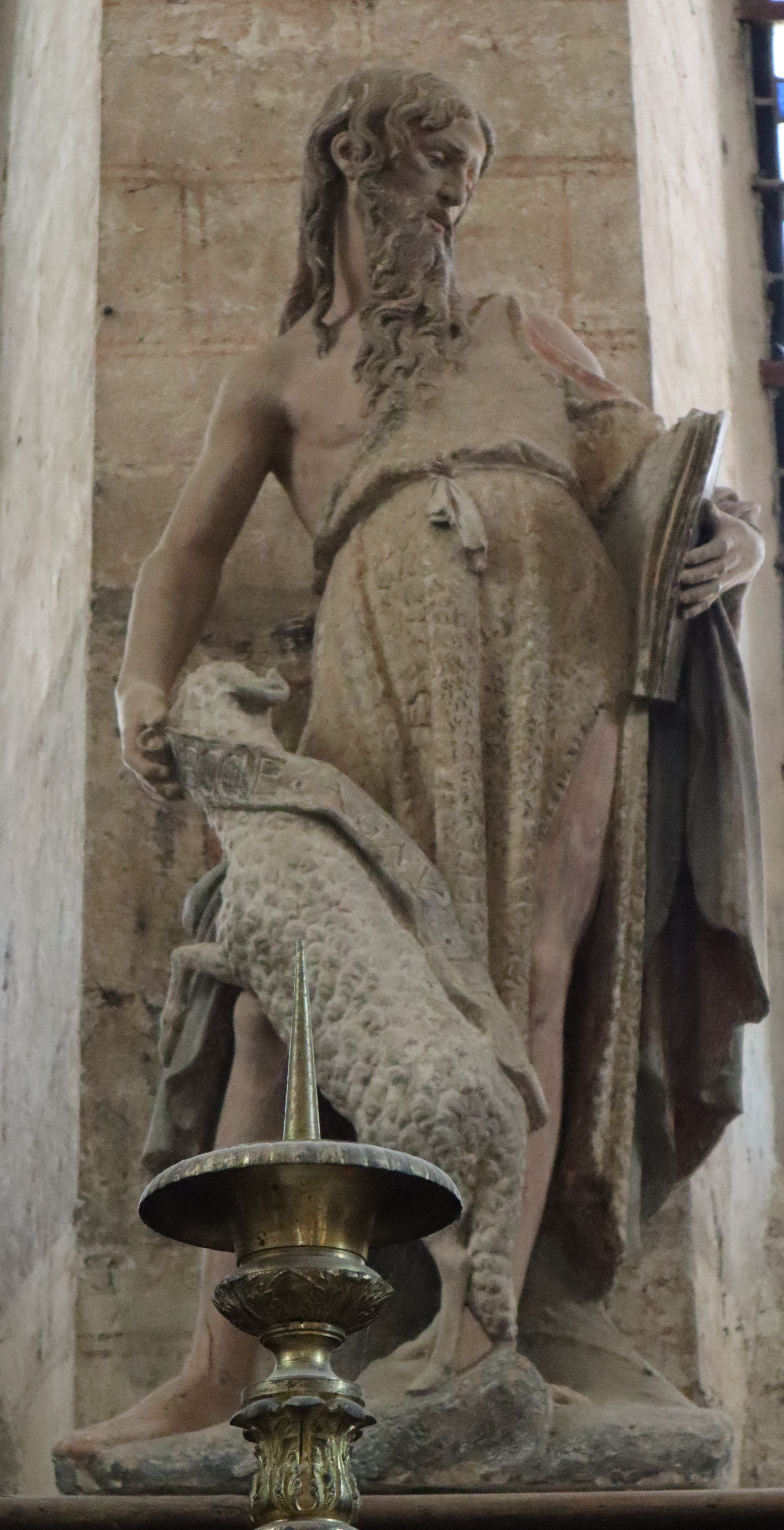
Saint Jacques le Majeur.
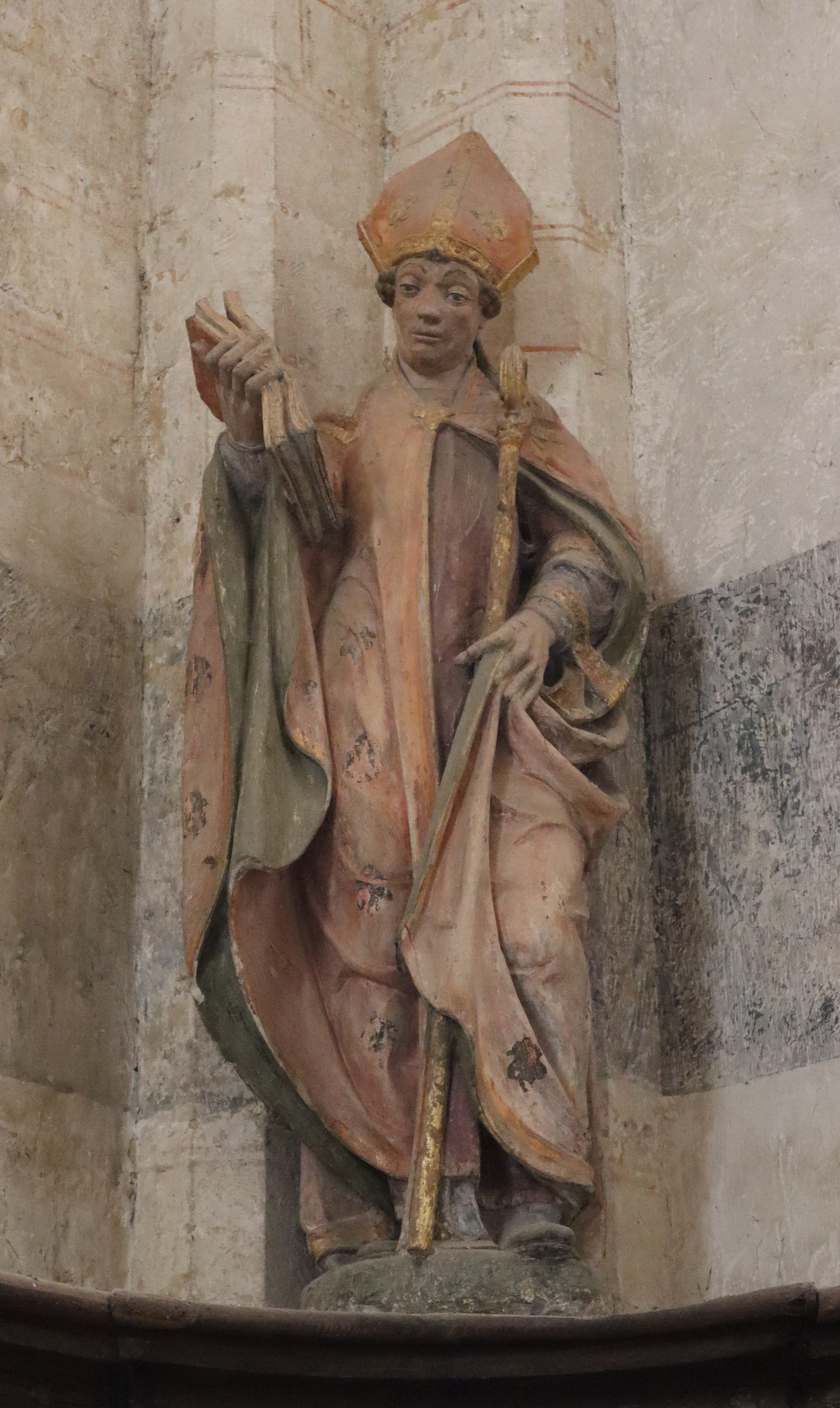
Saint Edme.
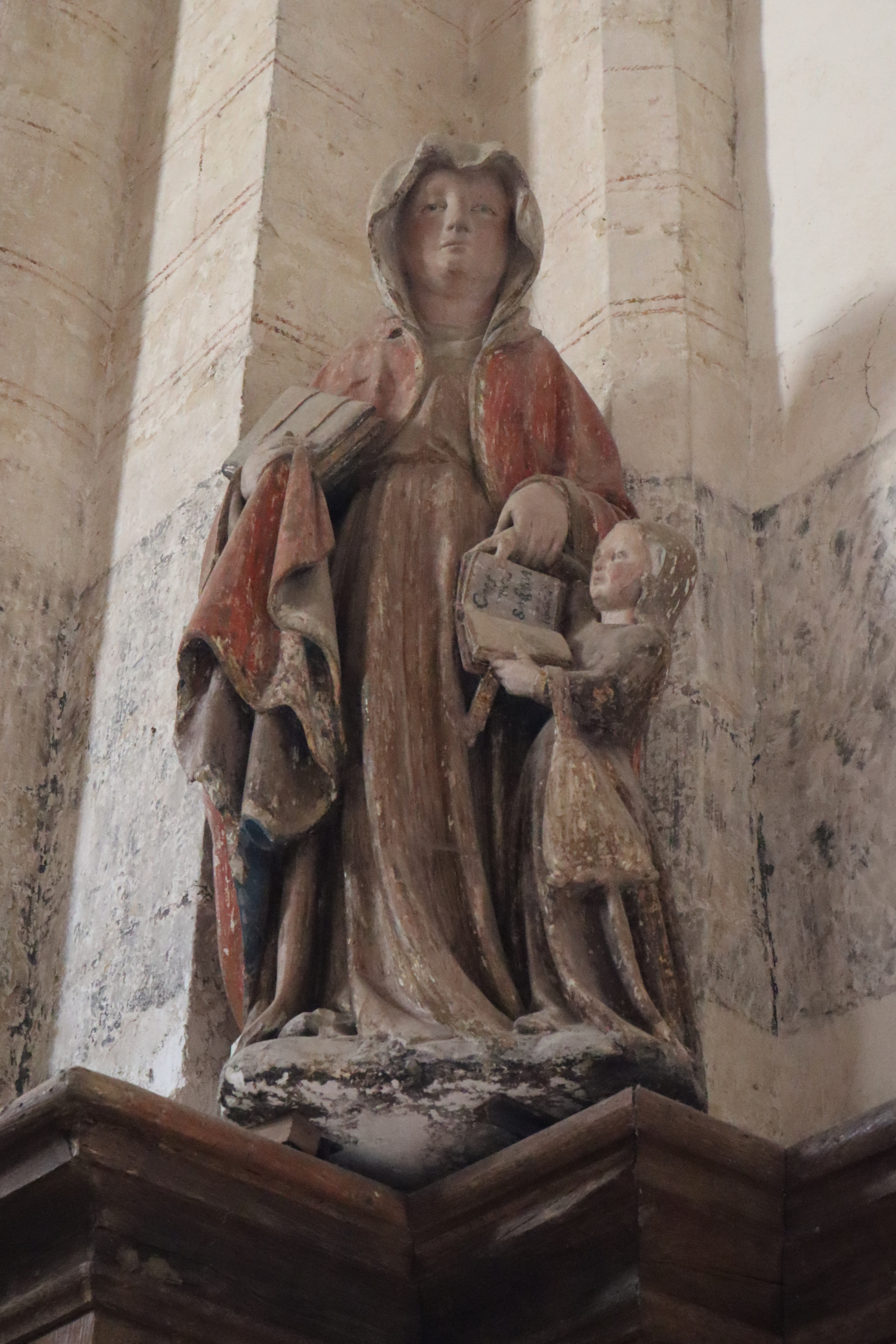
Éducation de la Vierge.

## Les chapelles du collatéral Sud

### Chapelle Saint-Jean-Décolasse
On y remarque une piscine peinte en faux marbre

## L'orgue
Classé MH (1959) -  Classé MH (1962)

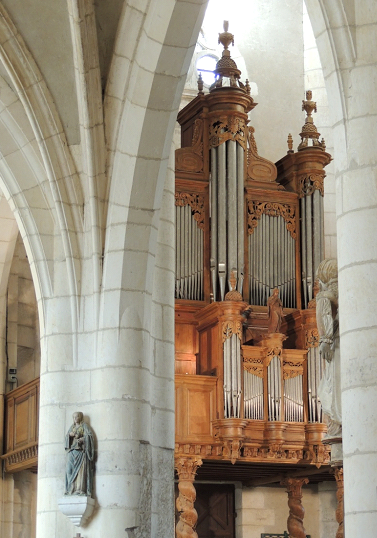
L'orgue.

Tribune et buffet d'orgue, dans la première travée de la nef, au-dessus de la porte d'entrée principale à l'occident.
Construit pour l'abbaye de Montiéramey, il se compose de deux buffets, réalisés par Champagne et Desacer avec des boiseries et colonnes torsadées, décorées de ceps de vigne, sculptés par Jean Chabouillet sculpteur de l'école de sculpture troyenne. Ce n'est qu'à La Révolution qu'il trouva sa place dans l'église de Chaource, pour remplacer un vieil instrument du XVIe siècle jugé trop vieux et délabré. le marguillier de la paroisse : Edme Georges Rémond prit avis du facteur d'orgue troyen Jean-Baptiste Jolly qui invita la fabrique de l'église à faire l'acquisition de l'orgue de l'abbaye Saint-Pierre de Montiéramey de 8 pieds. C'est le facteur d'orgue dijonnais Bénigme Boillot de séjour à Ricey-Bas qui procéda à la mise en place de l'instrument en juillet 1791.
Il comportait à l'époque 22 jeux de, Louis Le Bé, plus quelques ajouts réalisés en 1780 par Jean Richard.
- Premier clavier, positif : Prestant, Bourdon, Nazard, Doublette, Tierce, Fourniture, Cromorne, Voix humaine.
- Second clavier, grand orgue : Grand cornet V, Montre, Prestant, Flûte 8, Bourdon, Nazard, Doublette, Tierce, Fourniture, Grosse trompette, Deuxième trompette, Clairon,
- Troisième clavier, récit : Cornet V, Hautbois, Tremblant fort, Tremblant doux, accouplement positif sur grand orgue.

Entre 1847 et 1848, l'instrument sera reconstruit entièrement par Nicolas-Antoine Lété, facteur d'orgue du roi qui porte l’instrument à 32 jeux sur 3 claviers et pédale.